# Озаринці
Оза́ринці —  село в Україні, у Могилів-Подільській міській громаді Могилів-Подільського району Вінницької області. Населення становить 1311 осіб.
Через село протікає річка Немия.

## Історія
Археологічні знахідки свідчать, що територія Озаринеччини була заселена з давніх-давен.
На початку 60-х років на околицях Озаринець працювала Ленінградська археологічна експедиція, під час розкопок було знайдено велику кількість кам'яних знарядь праці, періоду пізнього палеоліту (скребачки, кам'яні рубила, кістки та зуби мамутів). Частина з них зберігається в музеї сільської школи.
Під час археологічних розкопок Київської археологічної експедиції початку 70-х років XX століття було знайдено знаряддя праці, посуд, житло, періоду трипільської, черняхівської культури, а також поселення скіфів орачів.

#### У складі Подільського князівства (1363—1434)
Перша письмова згадка про Озаринці відноситься до періоду Подільської війни 1430—1432 рр. між Короною Польською та Великим князівством Литовським, Руським та Жемайтійським.
Скориставшись міжусобицею в Литві, у 1430 році польське військо вторглося на Поділля. Але поляки зустріли сильний опір місцевого населення, очолюваного князями Федьком Несвизьким, князем Олександром Носом та Івашком Рогатинським. У битві на річці Мурафа поляки зазнали поразки від князя Федька, але згодом між великим литовським князем Свидригайлом і Федьком виник конфлікт, у результаті якого останній перейшов на бік Польщі і допоміг полякам захопити Західне Поділля. Володіння князя Федька (Вінниця, Хмільник, Соколець) перейшли до Корони Польської, й при допомозі молдавського воєводи полякам вдалось захопити Брацлав, який литовці відвоювали пізніше.
1431 року війська польського короля Ягайла завдали поразки повсталому Свидригайлові, і останній змушений був укласти перемир'я, відповідно до якого Подільське князівство було розділене на дві частини (західне Поділля відійшло до Польщі, на його території у 1434 створили Подільське воєводство) з центром у Кам'янці-Подільському; перший староста провінції — Пйотр Одровонж з 1434).
У 1431році король Ягайло записав (продав) Озаринці за 50 гривень Свентославу з Жадов'я (Sventoslao de Zadowya).

#### У складіКоролівства ПольськоготаРечі Посполитої(1434-1795)

##### Подільське воєводство(1434-1648)
Невдовзі село було викуплено, а в 1452 році король Казимир IV Ягелончик записав Озаринці до Ольчедаївської волості Теодорикові Бучацькому, каштелянові кам'янецькому, старості подільському. Від Бучацьких гербу Абданк Озаринці переходять (1553–1616 р.р.) до Язловецьких. Після вигасання цього роду по чоловічій лінії внаслідок бездітної смерті подільського воєводи Героніма Язловецького (1570—1607) у 1616 р. їх маєтності були поділені.
З 1616 року село переходить до рук Никодима Сільницького (Nikodem Silnicki) від імені княгині Елеонори[джерело?] Радзивіл з князів Острозьких, удови Героніма Язловецького. Потім — до Чурилів.
У документах 1600-1629 р.р. замість Озаринці найчастіше зустрічається назва Ожаринці, зрідка Базар.

#### У складіГетьманщини.Велике князівство Руське(1648-1672)

##### Могилівський полк.Озаринецька сотня.
За свідченням Антоновича, у 1657 році під керівництвом Могилівського полковника Остапа Гоголя, предка письменника Миколи Гоголя, було завершено будівництво Озаринецького замку.
План Озаринецького замку був прямокутним. В центральній частині південної стіни, де був в'їзд в замок, ще донині стоять мури двоповерхового будинку нижнього ярусу надбрамної вежі. В північно-західній частині замку, вже майже не видно, є фундамент восьмигранної вежі, яка всередині була кругла. З північного сходу знаходилась вежа, від якої осталися склепіння і льохи. Вся площа фортеці була обнесена кам'яними стінами, зі східної і північної сторін вздовж стін були муровані будинки. Під східним будинком знаходились льохи. Східний зовнішній мур підпирали контрфорси. В західному мурі були ще амбразури.
На північ від фортеці був ще один двір, такий же по площі, але стіни були нижчі і вужчі. На місці Озаринецького замку є підземні ходи, у яких знаходили стародавню зброю, монети часів римського імператора Трояна. Старожили розказують, що підземні ходи вели від замку вниз під річку і вверх до сучасного базарного майдану.
Основним заняттям селян було землеробство і базарна торгівля продуктами скотарства, ковальськими та гончарськими виробами, а також продажем курячих яєць, які вивозили з Озаринець навіть за кордон. Майже всі ремесла були зосередженні в руках місцевих євреїв. Село було розміщене на торговому шляху, який пролягав лівим берегом Дністра. Від Бару він ішов вздовж р. Немійки до Лучинчика, Борщівець, Озаринець, далі до Могилева-Подільського і на південь України.
Цей торговий шлях був дуже неспокійний і небезпечним, адже зовсім поруч, на правому березі Дністра тягнувся не тільки торговий, але й грабіжницький військовий Волошський шлях. Саме з нього робили спустошливі набіги турецькі війська на Подільські землі. Круті, зарослі лісом, місцями, обривисто звисаючими до води кам'яними схилами берега р. Немійки, були надійним захистом для місцевих жителів від грабіжників.
У Великому Куліварському яру виник козацький цвинтар, де ще досі є залишки кам'яних хрестів з написами.
За переказами місцевих мешканців, одночасно із Озаринецьким замком, козаками полковника Остапа Гоголя, був збудований водяний млин, який стоїть вище рівня річки Немійки. Паралельно руслу річки, був збудований підвідний канал (Млинівка) по якому потік води тече на колесо млина.
29 червня 1657 р. полковником Остапом Гоголем із Озаринець був надісланий лист до гетьмана Богдана Хмельницького у Чигирин. У листі Остап Гоголь просить гетьмана допомогти йому і його полкові, розташованому «на пограничі», боротися з польськими й татарськими загонами в районі Кам’янця, а підписався так (подаємо за московською копією листа): «Астафей Гоголь, полковник Войска его царского величества Запорожского подолскій».

##### Оборона Могилева (1660)
Наприкінці січня 1660 року 15-16-тисячне польське військо (в його складі були й козацькі сотні І.Виговського), очолюване коронним гетьманом Станіславом Потоцьким, перетнуло кордони козацької України, прямуючи до Могилева. Тієї пори тут перебували козаки Подільського й Миргородського полків, полк запорожців Івана Федорова та опришки Івана Кияшка.
Очолював залогу (близько 5-6 тис.осіб) подільський полковник Остап Гоголь. Він заздалегідь підготувався до оборони: вали були облиті водою, на Дністрі, прорубано ополонки, селян Подільського полку перевезено до міст, жінок і дітей із Могилева відправлено до Молдавії, на всьому шляху ворога заховано та знищено продовольство й фураж.

Озаринецький замок станом на 1930 рік

19 лютого Станіслав Потоцький звернувся до залоги й мешканців міста з вимогою скласти зброю. Оскільки вони відмовилися капітулювати, наступного дня відбувся генеральний штурм. Першими на приступ пішли німецькі піхотинці генерала Вольфа. Зробивши вилазку, козаки ущент їх розбили. Тоді Потоцький наказав кінноті спішитися («хто не злізе з коня, тому втнуть шию») й разом зі слугами та обозною челяддю розпочати наступ. Після жорстокого бою поляки захопили вежу з «молдавського боку» й увірвалися до міста.
Помітивши прорив, О.Гоголь кинувся в це місце, вигукуючи: «Гей, в ім'я Христа, [всі] на захист майдану!» Його підтримали полковники, котрі завертали відступаючих криком: «За віру, віру! [Інакше] тут вже нам буде кінець, буде згуба!»
Сум'яття вдалося подолати, й козаки, опришки та міщани кинулися на жовнірів не лише зі «стрільбою» й шаблями, а й із киями, сокирами, голоблями. Не витримавши такого натиску, ворог став відступати. Вибивши жовнірів із міста, оборонці не припинили наступу й довершили їх погром. Польське військо зазнало тяжких втрат: тільки убитих нараховувалося 2-3 тис. осіб. За свідченням шляхетського літописця українського походження Йоахима Єрлича, «загинула майже вся німецька піхота» Валки возів із пораненими шляхтичами потяглися до Бара, Меджибожа й Кам'янця. Серед захоплених до полону був один із найвизначніших соратників І.Виговського — Антін Жданович (подальша його доля невідома). Хоча С.Потоцький продовжив наступ, знекровлена й деморалізована поразкою армія не змогла захопити Брацлав та Умань і залишила Брацлавщину.

##### Польсько-турецька війна (1672-1676)
22 листопада 1674 року під Баром Остап Гоголь дав присягну на вірність Королю Речі Посполитої Яну III Собеському : 
«Присягаю Господеві Богу всемогутньому, у Святій Трійці єдиному, що найяснішому Янові III, з Божої ласки королеві польському і Великого князівства Литовського, і найяснішим його королівським наступникам, також Речі Посполитій вірним буду до останньої миті мого життя і останньої краплі крові моєї та вирікаюсь протекції турецької і татарської, ані приймати її більше не буду, навпаки, скільки матиму сил і розуму, спрямую їх на викорінення бусурман із держав його королівської милости, пана мого милостивого, і всім іншим козакам, старшині і черні буду причиною і прикладом віри і щирости щодо його королівської милости і Речі Посполитої, особливо полк Подільський та Брацлавський і міста, мені довірені його королівською милістю, паном моїм милостивим, у вірі і доброчесності постійній на послугу його королівської милости, пана мого милостивого, і Речі Посполитій тримати буду і так нестиму обов’язки, щоб при достоїнстві його королівської милости і на викорінення бусурман ставали аж до останньої краплі крові своєї і вірними були. Так допоможи мені, Господи Боже, і Сина його невинна мука»
Після приведення до присяги Остапа Гоголя та його старшини, король Ян III Собеський видав привілей, де було сказано, що 
Король «давно з батьківською повагою» ставиться до «урожоного» Остапа Гоголя, полковника «могилівського», цінує його «бажання вивести з неволі Україну й Поділля» і те, що він віддав у королівське розпорядження «мужніх» козаків свого полку. Зваживши на все це, король призначив Гоголя «пожиттєво єдиновладним («jednowładnym»)» подільським полковником, а підконтрольна йому територія надалі охоплювала міста Могилів, Шаргород, Озаринці, Ярошів, Яруга, Біле, Михайлівка, Копайгород, Лучинець, Мурафа, Буша, Рашків, Ямпіль, Черніївці, Кам’яна Криниця, Цекинівка, Кузьмин зі всіма приналежними до них селами й присілками. Усіх козаків на цій території «як людей лицарських, що захищають християнську кров проти бусурман», привілей проголосив повністю вільними «від зверхности дідичних панів» (ішлося про шляхту, яка до Хмельниччини володіла тут маєтками) і від будь- яких повинностей. Гоголеві ж документ «доручив» скласти реєстр (список) цих козаків, завірений його підписом, і «для пам’яті» «вимагав» внести його у книгу Коронної метрики. Привілей також дарував Гоголеві право варити пиво й курити горілку та збирати на терені полку «на свій пожиток» по півзлотого та осьмачці солоду від кожного вару пива"
24 листопада 1674 р. Король Речі Посполитої Ян III Собеський видав під Баром грамоту (привілей) його синові «урожоному» Балацкові на дідичне (спадкове) володіння млином в Озаринцях із приналежними до нього «рікою, ставом, сіножатями, городами, пасіками». У грамоті, яка відома лише в чорновому варіянті, ця маєтність оголошена вилученою з-під зверхности дідичного власника Озаринців і вільною від сплати «данин, чиншів, мірок», податків, від підвід, стацій і жовнірських постоїв. За це, Балацко (Яцко) Гоголь повинен воювати з бусурманами і бути вірним королеві.
На коронаційному сеймі 1676 р. у Кракові, Остапу Гоголеві вдруге було надано польське шляхетство з правом передачі його «потомству». Таке саме шляхетство сейм дарував і окремим представникам старшини Гоголевого «Війська Запорозького»:
полковникам: Семенові Корсуку, Миронові Лукєйчику, Андрієві Зеленецькому,
сотникам: Василеві Іваненку, Грицакові Бернашовському, Яцкові Озаринському, Стефанові Багринському,
осавулові Петрові Калкулу,
обозним: Костинові Гасаненку, Апостолові Ясеновському.
По завершенні війни 1676-го року через спустошення краю Подільський полк остаточно припинив своє існування. Частина козаків переселилися на північну Київщину в район містечок Іванкова і Димера. Невдовзі по прибуттю в Димер більшість козаків перейшла за Дніпро під оруду лівобережного гетьмана І. Самойловича.
У 1679 році в своїй резиденції в Димері помер Остап Гоголь, він був похований 7 січня в Києво-Межигірському монастирі неподалік від Києва.

#### У складі Османської імперії (1676—1699)
У 1672 р. Османська імперія, відвоювавши в поляків Поділля, включила його до свого складу. Було створено нову адміністративну одиницю в складі імперії — Подільський еялет, до якої ввійшли й Озаринці. Подільський еялет, який охоплював територію зокрема колишніх Могилівського і, частково, Брацлавського й Уманського полків козацької України, проіснував під султанським управлінням до 1699 р.. Очолював новостворену турецьку провінцію бейлербей (його призначав султан), який мав всю повноту влади на підлеглій території. Еялет поділявся на чотири адміністративні одиниці — санджаки, яким підпорядковувалися менші округи — нахії. Згідно з традиційною османською процедурою, сформованою ще в XVI ст., першим етапом організації завойованої території був перепис місцевого населення. На Поділлі він проводився турецькими чиновниками одразу після заключення Бучацького договору 18 (28) жовтня 1672 року.
Згідно з переписом податкового населення Подільського еялету у 1673 та 1681 роках було визначено 7803 осіб. Виходячи з цього можна визначити, що загальна чисельність населення еялету за часу османів становила близько 38 тисяч осіб. Прибуток еялету дорівнювався 4 мільйонів акче, тобто 17 тисяч золотих флоринів.
13 (23 січня) 1681 року в Бахчисараї між Османською імперією, Кримським ханством та Московською державою був підписаний Бахчисарайського мирний договір, зокрема згідно якого упродовж 20-ти років на території між Дністром і Бугом заборонялося будівництва нових фортець і укріплень. Мирний договір завершив війни 70-х років 17 століття між цими державами за володіння землями Правобережної України та Поділля.
Проте, зважаючи на родючість ґрунтів, сприятливі кліматичні умови, спочатку Османська імперія, а згодом Річ Посполита порушує Бахчисарайську угоду і розпочинає процес активного заселення опустілих земель Поділля.
За наказом султана на землі Поділля почали переміщувати мусульманські родини, яким було передано майно християнських міщан та шляхти. Усе християнське населення було оголошено феодально-залежними підданцями (реайя). У подальшому планувалося відновлення людності на Поділлі завдяки подальшому залученню нових мусульманських родин.

У свою чергу Ян Собеський видав у 1684 р. універсал, що дозволяв козацькі поселення на Правобережній Україні. Наступним кроком Речі Посполитої стала ухвала сейму(1685) про поновлення на території колишніх українських полків козацьких прав та вольностей, внаслідок якої відродилися Богуславський, Брацлавський, Корсунський та Білоцерківський полки.

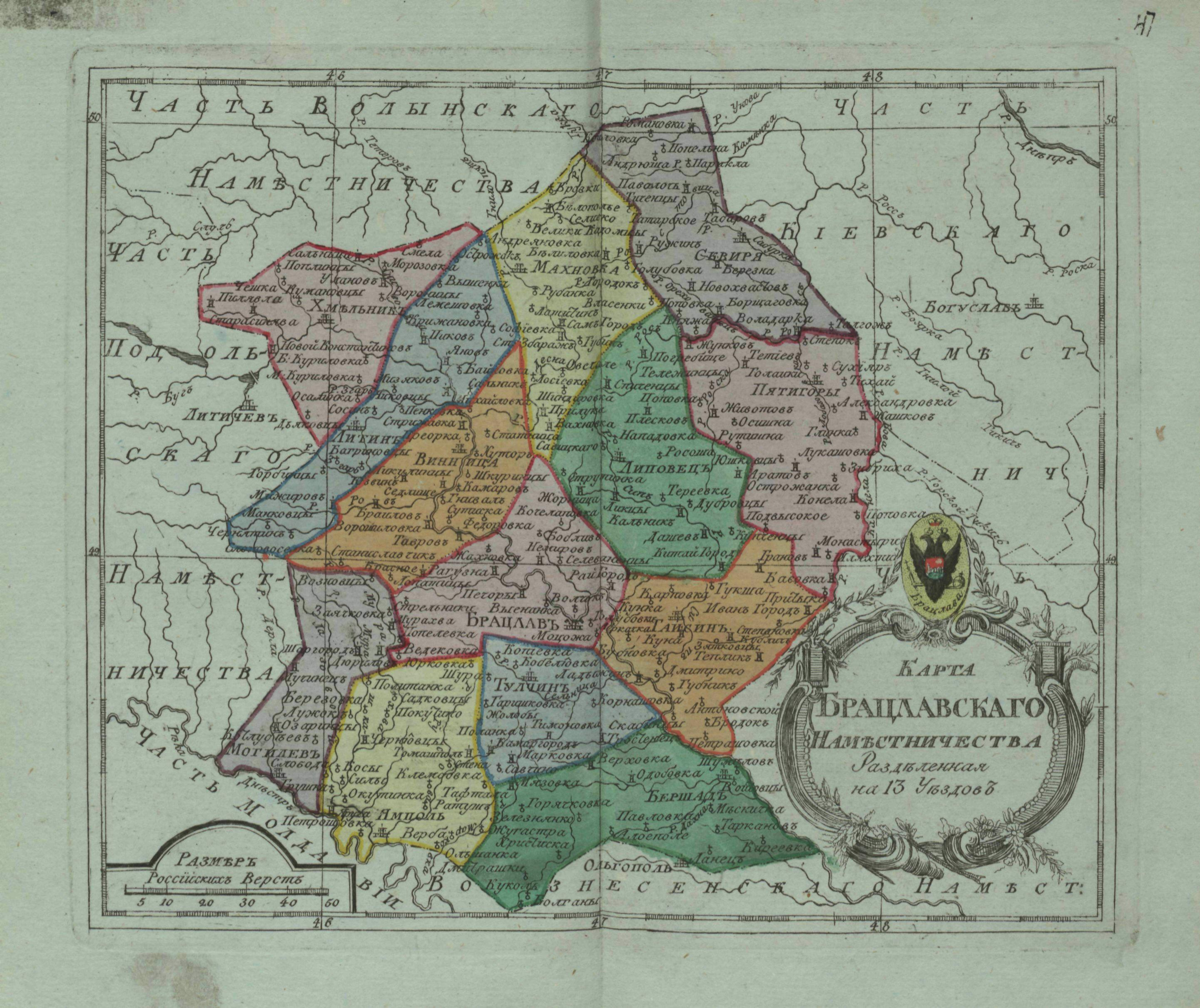
Озаринці на карті Брацлавського намісництва. 1795 рік.

В 1690 році під час спустошливого набігу турецьких військ Озаринці були спустошені, а замок на правому березі річки Немия зруйнований.
У жовтні 1698 року почався Карловицький конгрес. 16 січня 1699 року підписано договір Османської імперії з Річчю Посполитою, за яким останній офіційно повернули Поділля. Бучацький мирний договір 1672 року втратив юридичну силу.
У 1699 році Озаринецький замок був відбудований.

#### У складіРечі Посполитої(1699-1795)
Наприкінці XVII століття спадкоємцями Озаринець стають графи Дзедушицькі, потім Дзжерки, далі Косаківські.

#### У складіРосійської імперії(1793-1917)
Після приєднання Поділля, власниця Катажина Коссаковська не захотіла присягнути цариці Катерині, через те маєтки її було конфісковано і надано Станіславові Комару(Комарову).
Від Комарових Озаринці дістались Чацьким, пізніше Рафаловичам. На кінець XIX століття Озаринці переходять у власність графині Марії Оеод Франжинане.

##### Селянська реформа (1861)

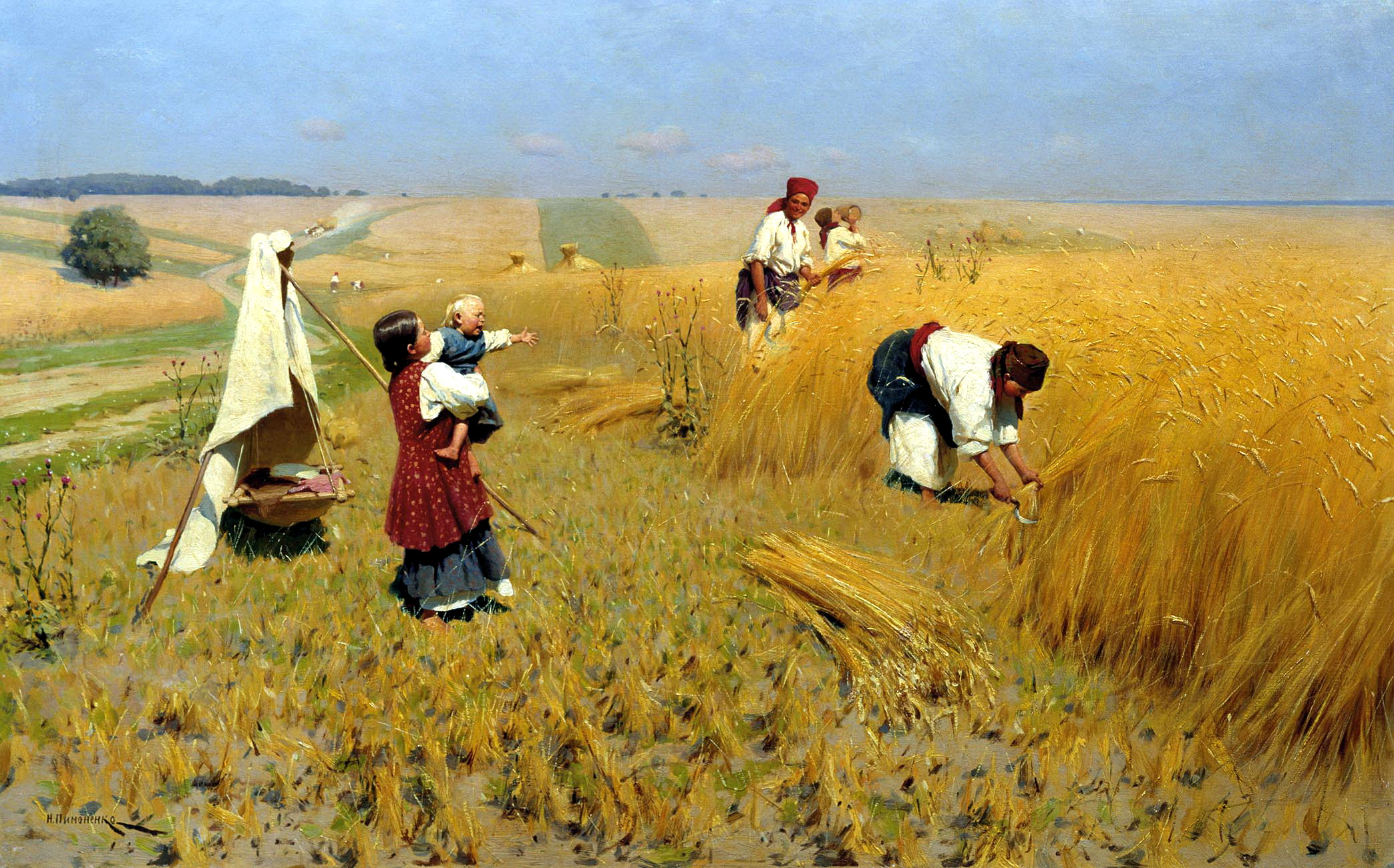
Пимоненко М. Жнива в Україні (1896)

Справа по обвинуваченню селян Семена Покотило, Максима Ланового, Захара Деліги  у відмові купувати землю в маєтку графа Чадцького. Тривала з 13.03.1863 до 12.07.1863 року.
Протоколь №1
1863 года Марта 14 дня, и.д. Судебнаго Слѣдователя / Участка Могилевскаго Уѣзда Гловацкій, допрашиваль нижепоименованных Крестьян м. Озаринець, по дѣлу обь взволнованіи ими крестьянь Озаринецкой и Сказинецкой Волостей, причемь они пояснили:

Кустодієв Б. Звільнення селян (1907)

1й Семень Федоровь Покотило, лѣть мнѣ оть роду 79, вѣроисповѣданія православнаго - обрядь коего исполняю аккуратно, неграмотень, имѣю двухь сыновей, подь слѣдствіемь и судомь небыль, по ревизіи записань вь числѣ крестьянь м. Озаринець, гдѣ мое постоянное жительство, далѣе по дѣлу обьясняю:

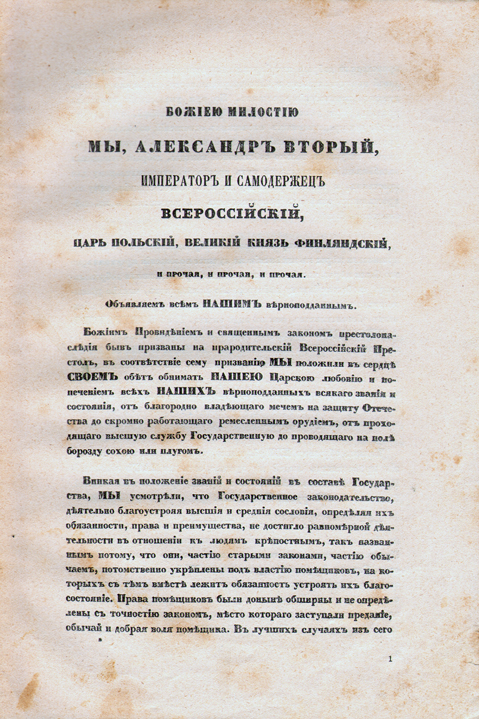
Маніфест від 19 лютого 1861 року

Крестьяне нашего общества предполагая выкупить у помѣщика землю и находя что, по качеству этой земли, обьявленная за нее цѣна слишком дорога, а именно по 3 р. 30 коп. за каждую десятину,  рѣшили подать обь этомь Государю-Императору прошеніе; для обсужденія же способа отправки нашего всеподданѣйшаго прошенія, вь концѣ осени прошлаго года, цѣлая громада крестьянь Озаринецкой волости собралась вь домѣ крестьянина м. Озаринець Олексы Саранчука, гдѣ и имѣла обь этомь совѣщаніе.
Вь собраніе это я быль тоже приглашень и позвань самимь Старшиною Озаринецкой Волости Григориемь Бѣлоусовымь, и тамь, послѣ долгихь разсужденій, рѣшено было избрать изь среды себя нѣсколько человѣкь, собрать для нихь до 200 руб. и отправить сь прошеніемь этимь вь С.Петербургь; но кто именно будеть изь нась избрань тогда еще небыло извѣстно. Заѣмь когда, гдѣ и кѣмь было писано прошеніе и собирались деньгии мнѣ єто неизвѣстно; только, когда уже все было готово, вь первыхь числахь Декабря мѣсяца, предь прадзникомь Св.Николая, мы собрались вь домѣ крестьянина м. Озаринець Семена Кищенка, гдѣ Волостной Старшина вмѣстѣ сь цѣлою Громадою предложили мнѣ и двумь моимь товарищамь крестьянамь м. Озаринець Максиму Лановому и Захару Делигунинѣ(?) неизвѣстно мнѣ куда скрывшемуся, отправится вь С.Петербургь для подачи Государю Императору прошенія; причемь, давая намь на путевые издержки 100 р. обѣщали, послѣ нашего возвращенія домой, дать еще за труды 200 руб. т.е. всего каждый изь нась должень быль получить 100 рублей. Будучи бѣднаго состоянія, и имѣя вь виду поправить тѣмь свое состояніе, я и означенные мои два товарища согласились на предложеніе Громады, которая вь то время вручила намь прошеніе , бумагу на слѣдованіе и 100 руб. денегь, изь коихь мы оставивь своимь семействамь и истративь на одѣянія, обувь и другіе надобности 55 руб. сь остальными 45 рублями отправились вь путь.
По приходѣ нашемь вь С.Петербургь мы подали означенное прошеніе Государю Императору и Его Величество лично нась ощастливиль отвѣтомь что Высочайшая резолюція послѣдуеть намь чрезь Господина Генераль Губернатора  Анненкова; а между тѣмь прошеніе наше передано вь собственную Канцелярію куда и мы за тѣмь были позваны. Вь Канцеляріи нась спрашивало какое то намь неизвѣстное лицо, какь мы согласились сь своимь Помѣщиком? На что мы отвѣчали что никакого согласія на дѣлали и даже не засѣвали своихь грунтовь; вслѣдствіе чего намь было сказано что засѣвали  мы или нѣть то все нужно заплотить Помѣщику и работать до условія которое и здѣлать. Послѣ подачи такимь образомь, прошенія Господинь Генераль Губернаторь Анненковь, бывшій тогда вь Петербургѣ, лично намь сказаль что резолюція на всеподданѣйшее наше прошеніе послѣдуеть послѣ, и затѣмь нагнавь нась дорогою ... при слѣдованіи чрезь Г.Кіевь зайдти кь нему; что мы и исполнили. Тамь Его Высокопревосходительство приказаль снаблить нась на слѣдованіе бумагою, по которой мы и прибыли вь м. Озаринцы.
По прибытіи нашемь домой, такь какь вь собственной Его Величества Канцеляріи вь С. Петербургѣ неизвѣстное лицо обьявило намь, что издѣльную повинность слѣдуеть только исполнять намь по 19 февраля 1863 года, то эти только слова мы и передали Обществу; вслѣдствіе чего содня нашего возвращенія домой т.е. сь 9 февраля по 19 число того же мѣсяца всѣ исполняли еще аккуратно повинность; а вь этоть день, по окончаніи вь Церквѣ Богослуженія, Волостный Старшина сказаль Громадѣ кричаль ура и это обстоятельство окончательно убѣдило крестьян что издѣльная повинность уничтожается; и такь какь вь смѣжнось с. Кукавкѣ Помѣщикь подариль Крестьянамь оброкь и они, послѣ одѣланыя приговора о переходѣ на выкупь, никакихь повинностей Помѣщику необывають и чинша не плотять - то потому и мы, прекративь во всю работу, обѣвили что нежелаемь платить чинша а хотимь такь же какь и они прямо переидти на Царскый выкупь. Кроме передачи Громадѣ выше прописанныхь словь сказанныхь намь вь Собственной Его Величества Канцеляріи, которые быть можеть нами не такь поняты, я никакихь подстрекательствь и безпорядковь кь взволнованію крестьян не дѣлаль. Что справедливо созналь вь томь и подписуюсь Семень Покотило, а за него неграмотного росписался (Ф.Ромаренко).
Допрашиваль и.д. Судебнаго Слѣдователя Гловацкій.
2й Максимь Ивановь Лановой,  лѣть мнѣ оть роду 65, вѣроисповѣданія православнаго - обрядь коего исполняю аккуратно, неграмотень, женать, детей имѣю, подь Слѣдствіемь и Судомь небыль, по ревизіи записань вь числе Крестьянь м. Озаринець, гдѣ мое постоянное жительство, далѣе же при подробномь распросѣ утверждаю безь всякаго измѣненія и добавленія показаніе товарища своего Семена Покотила. Вь справедливости чего и подписуюсь Максимь Лановой, а вмѣсто Его неграмотнаго росписался (Ромаренко)
Допрашиваль и.д. Судебнаго Слѣдователя Гловацкій.
Постановленіе №1
1863 года Марта 14 дня, Судебный Слѣдователь послучаю занятій вь Слѣдственной Коммисіи о убійствѣ Однодворца Белдовскаго, неимѣя возможности приступить кь производству слѣдствія по семц дѣлу, Постановиль: Слѣдствіе это произвести при первой возможности, крестьян же Семена Покотилу и Максима Ланового, впредь до отысканыя третьяго ихь Товарища Захара Делиги, оставить при Могилевской Полиціи.
и.д. Судебнаго Слѣдователя Гловацкій.

##### Перша Світова війна(1914-1918)
Учасники війни 
| Прізвище, ім'я та по-батькові | Місце народження                                                                                 | Віросповідання | Сімейний статус | Військове звання     | Подія                    |
| ----------------------------- | ------------------------------------------------------------------------------------------------ | -------------- | --------------- | -------------------- | ------------------------ |
| Марчак Афанасій Іванович      | містечко Озаринці, Могилівського повіту, Подільської губернії, Київського генерал-губернаторства | Православний   | Неодружений     | Старший унтер-офіцер | Вбитий 08.10.1914 року   |
| Ройтберг Іцко Грамв.          | містечко Озаринці, Могилівського повіту, Подільської губернії, Київського генерал-губернаторства | Юдей           | Неодружений     | Рядовий              | Зник безвісти 18.08.1914 |

#### У складіУкраїнської народної республіки.Українська держава(1917-1921)
7 (20) листопада 1917 року, відповідно до Третього Універсалу Української Центральної Ради, увійшло до складу Української Народної Республіки.
Після 1917 р. було створено комітет для розподілу землі — церковної і поміщика Рашедського.

##### Українська держава.Гетьман П.Скоропадський(1918)
Після підписання Берестейського мирного договору між УНР та Центральними державами в Озаринці вступили австро-німецькі війська. Згідно з донесенням Могилівського повітового коменданта у 1918 році в Озаринцях відбулося повстання селян проти влади, селяни почали випасали худобу на поміщицьких посівах.

##### Друга Радянсько-українська війна (1919)
Влітку 1919 року, зі своїми військами, Симон Петлюра з муру коло костелу закликав жителів боротись за незалежну Україну(зі споминів старожилів Кофман Б. Г., Гуйван І. Г.,Бурик В. С.).
Але під натиском військ Миколи Щорса частини Армії УНР змушені були покинути містечко. А сам Щорс виступав на мітингу перед жителями.

##### Польсько-українська-радянська війна (1920)
Згідно з умовами Варшавського договору 1920 уряд Юзефа Пілсудського відмовився від претензій поширюватися до кордонів Речі Посполитої 1772 р. (тобто до першого поділу Речі Посполитої) і визнав територію Надніпрянської України, що була окупована більшовицькими військами, за Українською народною республікою. Військова конвенція 24.4.1920 між УНР і Польщею проголошувала армії обох держав союзниками у боротьбі за визволення України і проти подальшої більшовицької експансії на захід.
2 травня 1920 року вояками 4-тої стрілецької бригади сірожупанників 2-ї Волинської стрілецької дивізії Дієвої армії Української народної республіки Озаринці були звільнені від більшовицької окупації.
12-31 травня 1920 року провадилася мобілізація в Могилівському, Ямпільському та частині Ново-Ушицького повіту — до Дієвої армії УНР.

#### У складі Української Радянської Соціалістичної Республіки. Радянська окупація. (1921-1991)

##### Озаринецькийрайон(1921-1923)
В 1921—1923 рр. село Озаринці було районним центром із своїм поштовим відділенням і телефоном. Райцентр охоплював 16 сіл.

##### Нова економічна політика (НЕП).Українізація(1921—1929)
У березні 1921 року була створена партійна організація ВКП(б), комсомольська — в 1923 році, перший секретар якої був Ракицький Семен Данилович.

Свого часу, коли у Могилеві-Подільському в родині Косачів гостював чоловік Лесі Українки К. В. Квітка (травень 1926 р.), О. Кривицький запросив його відвідати Озаринці. Зібравши багато пісень, легенд, прислів’їв, приказок і відвідавши шкільний музей, К. В. Квітка опісля дав найбільш влучну характеристику сільському вчителю. Він писав:  
«Озаринці — справді культурна оаза власне у шкільній справі. Кривицький, незважаючи на деякі вади, дуже видатний, рідкісний культурний діяч і педагог. Він має скромного, але ще глибше освіченого помічника в особі вчителя Неділька. За всі екскурсії я ніде не здибав учителів такого високого рівня. Небагато таких знайдеться і у Києві».
27 грудня 1939 р. відбувся суд. Звинувачення за статтею 54-10 ч. 1 КК УРСР передбачало позбавлення волі на три роки. З вироком суду О. Кривицький не погодився. Хворий і морально виснажений вчитель пише касаційну скаргу до судової колегії по кримінальних справах Верховного суду УРСР.
17 лютого 1940 р. скаргу задовольнили. Вирок облсуду було скасовано і справу припинено 26.
Після війни важко хворий і знесилений вчитель повертається в Озаринці — село, де пройшли найкращі роки, де виховав майже чотирьохсот учнів, село, один спогад про яке зігрівав зболену він ран душу. Тут він знайшов колись притулок, тут судилося доживати останні дні. 9 грудня 1946 р. в необпаленій, морозній хаті на мішковині помирає від голоду Олександр Олексійович Кривицький — великий педагог, котрий завжди проповідував святе, розумне, вічне…
Односельці все-таки віддали данину пошани — в центрі села, біля храму Божого поховали тіло людини близької і водночас чужої, без будь-якої рідні. На вічний
упокій.
І ось через два десятки років потривожили прах небіжчика. Переповідали, нібито сину Іполиту, який на той час мешкав у Києві, приснився сон: батько благав перепоховати його з одинокого місця на сільське кладовище, поближче до загального, так би мовити, гурту. Волю покійного виконано…

##### Колективізація(1929-1931)
Колективізація в селі розпочалася в 1929 р. і закінчилась в 1933 р.. Більш ніж 20 господарів було вислано в Сибір та на Колиму. У 1930 році було організовано колгосп «Диктатура пролетаріату», його першим головою був Кулівар Василь Герасимович.
7 липня 1931 р. в Озаринцях був антиколгоспний виступ, у якому брали участь більш як 700 селян (в основному жінки та молодь).

##### Голодомор (1932-1933)
Протягом штучного голодомору (1932–1933 рр.) в селі вимерла більша половина населення — до 2000 чоловік.
Єврейське населення виручив «Торгсин» (торгівля «с иностранцами»).

##### Сталінські репресії 1930-х років.
Великих втрат село понесло в 1936–1937 рр. - було репресовано більше як 150 жителів (в пам'ять озаринчан які загинули в 1932–1937 рр. влітку 1995 року у дворі церкви поставлено дерев'яний хрест і відправлено панахиду).
В 1934 р. було розукрупнення колгоспу на три: «Диктатура пролетаріату», «імені Постишева» і «імені Петровського»(в 1936 р. перейменовано в «імені Ворошилова»). Перший тракторист (1932 р.)- Кучмей Танасій Афанасійович. Перший шофер колгоспу — Бензар Стратій Матвійович.
| 1. БАЛАНЮК ВАСИЛЬ СЕМЕНОВИЧ, 1898 р. н., с. Озаринці Могилів-Подільського р- ну, українець, одноосібник. Звинувач. за ст. 54–10 КК УСРР. За постановою ОН ДПУ УСРР 13.05.1932 на 3 р. засланий на Північ. Реабіл. 25.01.1990. | 33. ІВАНЕНКО ІВАН ТРОХИМОВИЧ, 1897 р. н., с. Озаринці Могилів-Подільського р-ну, українець, із селян, малописьменний, конюх ветлікарні, одруж. Арешт. 06.02.1938 р. Звинувач. за ст. 54–2, 11 і 13 КК УРСР. За постановою Трійки УНКВС Вінн. обл. розстріляний 09.04.1938 р. Реабіл. 27.08.1958. | 65. ПОМЕРАНСЬКА ЕМІЛІЯ АНТОНІВНА, 1875 р.н., с. Озаринці Могилів-Подільського р-ну, прож. смт Чернівці, полька, із селян, малопись- менна, одноосібниця, одруж., 5 дітей. Арешт. 26.05.1929 р. Звинувач. за ст. 54–10 КК УСРР. За постановою ОВ 24 Могилів-Подільського прикор- донного загону ДПУ заслан. на 3 р. на Північ. За ухвалою медичної комісії за станом здоров’я за- слання відмінено. Подальша доля невідома. Реабіл.                                                                |
| 2. БАЛАНЮК ІВАН ДОРОФІЙОВИЧ, 1905 р. н., с. Озаринці Могилів-Подільського р- ну, українець, малописьменний, одноосібник, одруж. Арешт. 16.07.1931. Звинувач. за ст. 54–10, 16 КК УСРР. За постановою ОН ДПУ УСРР 19.02.1932 на 3 р. засланий на Північ. Реабіл. 05.02.1990.                                                                                         | 34. КИРИЛОВСЬКИЙ ДЕМ’ЯН АНТОНОВИЧ, 1888 р. н., с. Озаринці Могилів-Подільського р-ну, українець,із селян, письменний, колгоспник. Арешт. 26.03.1932 р. Звинувач. за ст. 54-10 КК УСРР. За постановою ОН ДПУ УСРР від 13.05.1932 р. справа припинена. | 66. П’ЯТКІВСЬКИЙ СЕМЕН ЗАХАРОВИЧ, 1899 р.н., с. Озаринці Могилів-Подільського р-ну, українець, із селян, малописьменний, колгосп- ник, одруж., 2 дітей. Арешт. 05.03.1938 р. Звину- вач. за ст. 54–2, 11 КК УРСР. За постановою Трій- ки УНКВС Вінницької обл. від 26.03.1938 р. роз- стріляний 09.04.1938 р. Реабіл. 27.08.1958 р. |
| 3. БАЛАНЮК ФЕДІР ВОЛОДИМИРОВИЧ, 1898 р. н., с. Озаринці Могилів-Подільського р- ну, українець, із селян, малописьменний, колгоспник, одруж. Арешт. 18.02.1938. Звинувач. за ст. 54–11, 13 КК УРСР. За постановою Трійки УНКВС Вінн. обл. розстріляний 09.04.1938. Реабіл. 27.08.1958.                                                                               | 35. КИРИЛОВСЬКИЙ РОМАН ІЛЬКОВИЧ , 1875 р. н., с. Озаринці Могилів-Подільського р-ну, українець,із селян, письменний, колгоспник. Арешт. 28.02.1938 р. Звинувач. за ст. 54-2, 11 КК УРСР. За постановою Трійки УНКВС Вінницької обл. від 26.03.1938 р. розстріляний 09.04.1938 р. Реабіл. 27.08.1958 р. | 67. САРАНЧУК АНДРІЙ ГРИГОРОВИЧ, 1897 р.н., с. Озаринці Могилів-Подільського р-ну, укра- їнець, із селян, освіта початкова, колгоспник, одруж., 2 дітей. Арешт. 19.02.1938 р. Звинувач. за ст. 54–2, 11 КК УРСР. За постановою Трійки УНКВС Вінницької обл. від 26.03.1938 р. розстрі- ляний 09.04.1938 р. Реабіл. 27.08.1958 р. |
| 4. БАЦАЛАЙ САВА ВОЛОДИМИРОВИЧ, 1891 р. н., с. Озаринці Могилів-Подільського р- ну, українець, письменний, одноосібник, одруж. Арешт. 08.07.1931. За постановою ОН ДПУ УСРР 19.02.1932 ув’язн. на 3 р. ВТТ (умовно). Реабіл. 05.02.1990. Вдруге звинувач за ст. 54–10 КК УСРР. За постановою ОН ДПУ УСРР 19.09.1933 ув’язн. на 3 р. концтаборів. Реабіл. 11.01.1990. | 36. КОЛЕСНИК ІВАН СТЕПАНОВИЧ , 1894 р. н., с. Озаринці Могилів-Подільського р-ну, українець, із селян, письменний, тесля колгоспу, одруж., 3 дітей. Арешт. 19.02.1938 р. Звинувач. за ст. 54-10, 11, 13 КК УРСР. За постановою Трійки УНКВС Вінницької обл. від 05.04.1938 р. розстріляний 25.04.1938 р. Реабіл. 27.08.1958 р. | 68. САРАНЧУК ОВКСЕНТІЙ ТИМОФІЙОВИЧ, 1903 р.н., с. Озаринці Могилів-Подільського р-ну, українець, із селян, освіта початкова, колгосп- ник, одруж., 3 дітей. Арешт. 02.03.1938 р. Звину- вач. за ст. 54–2, 11 КК УРСР. За постановою Трій- ки УНКВС Вінницької обл. від 26.03.1938 р. роз- стріляний 09.04.1938 р. Реабіл. 27.08.1958 р. |
| 5. БАЦАЛАЙ СЕМЕН ЄВТИХІЙОВИЧ, 1888 р. н., с. Озаринці Могилів-Подільського р- ну, українець, із селян, освіта початкова, бригадир колгоспу, одруж. Арешт. 28.02.1938. Звинувач. за ст. 54–2, 11 КК УРСР. За постановою Трійки УНКВС Вінн. обл. розстріляний 01.06.1938. Реа- біл. 27.08.1958.                                                                       | 37. КОНЯГА АНДРІЙ ГЕРАСИМОВИЧ, 1897 р. н., с. Озаринці Могилів-Подільського р-ну, українець, із селян, письменний, робітник цукрозаводу, одруж., 2 дітей. Арешт. 05.03.1938 р. Звинувач. за ст. 54-2, 11 КК УРСР. За постановою Трійки УНКВС Вінницької обл. від 26.03.1938 р. розстрі- ляний 09.04.1938 р. Реабіл. 27.08.1958 р. | 69. САРАНЧУК ПАВЛО МАРКОВИЧ, 1899 р.н., с. Озаринці Могилів-Подільського р-ну, укра- їнець, із селян, малописьменний, колгоспник, одруж., 2 дітей. Арешт. 08.07.1931 р. Звинувач. за ст. 54–10, 56–16 КК УСРР. За постановою ОВ 24 Могилів-Подільського прикордонного загону ДПУ від 07.09.1931 р. справа припинена. Вдруге арешт. 05.03.1938 р. Звинувач. за ст. 54–2, 11 КК УРСР. За постановою Трійки УНКВС Вінницької обл. від 26.03.1938 р. розстріляний 09.04.1938 р. Реабіл. 27.08.1958 р. |
| 6. БЕЗКУБСЬКИЙ ІВАН МАР’ЯНОВИЧ, 1898 р. н., с. Озаринці Могилів-Подільського р- ну, поляк, із селян, малописьменний, колгоспник, одруж. Арешт. 06.12.1937. Звинувач. у контррево- люційній діяльності. За постановою Трійки УНКВС Вінн. обл. 07.09.1937 ув’язн. на 10 р. ВТТ. Реабіл. 22.04.1989.                                                                   | 38. КОНЯГА МАРКО ГРИГОРОВИЧ, 1897 р. н., с. Озаринці Могилів-Подільського р-ну, українець, із селян, письменний, колгоспник, одруж., 2 дітей. Арешт. 19.02.1938 р. Звинувач. за ст. 54-11, 13 КК УРСР. За постановою Трійки УНКВС Вінницької обл. від 26.03.1938 р. розстріляний 09.04.1938 р. Реабіл. 27.08.1958 р. | 70. САРАНЧУК ПЕТРО ПИЛИПОВИЧ, 1889 р.н., с. Озаринці Могилів-Подільського р-ну, укра- їнець, із селян, неписьменний, одноосібник, одруж., 4 дітей. Арешт. 08.07.1931 р. Звинувач. за ст. 54–10, 56–16 КК УСРР. За постановою ОН ДПУ УСРР від 19.02.1932 р. ув’язн. на 3 р. конц- таборів (умовно). Реабіл. 05.02.1990 р. |
| 7. БЕЗКУБСЬКИЙ ФРАНЦ МАР’ЯНОВИЧ, 1904 р. н., с. Озаринці Могилів-Подільського р- ну, поляк, із селян, малописьменний, колгоспник, одруж. Арешт. 02.01.1938. Звинувач. за ст. 54–10 ч. 1 КК УРСР. За рішенням Нарк. ВС і Прокур. СРСР 02.03.1938 розстріляний. Реабіл. 30.05.1989.                                                                                   | 39. КОНЯГА ТРОХИМ ФЕДОТОВИЧ, 1903 р. н., с. Озаринці Могилів-Подільського р-ну, українець, із селян, освіта початкова, колгоспник, одруж., 1 дитина. Арешт. 02.03.1938 р. Звинувач. за ст. 54-2, 11 КК УРСР. За постановою Трійки УНКВС Вінницької обл. від 26.03.1938 р. розстрі- ляний 09.04.1938 р. Реабіл. 27.08.1958 р. | 71. СЕМЕРЖ ЙОСИП ІВАНОВИЧ, 1888 р.н., м. Вільнюс, Литва, прож. с. Озаринці Могилів- Подільського р-ну, білорус, із селян, малописьмен- ний, коваль колгоспу. Арешт. 09.05.1938 р. Зви- нувач. за ст. 54–10, 11 КК УРСР. За постановою Трійки УНКВС Вінницької обл. від 25.09.1938 р. ув’язн. на 10 р. ВТТ. Реабіл. 13.07.1989 р. |
| 8. БЕЗКУПСЬКИЙ (БЕЗКУБСЬКИЙ) ПЕТРО АНТОНОВИЧ, 1894 р. н., с. Озаринці Могилів- Подільського р- ну, поляк, із селян, малописьменний, колгоспник, одруж. Звинувач. за ст. 54–4, 11 КК УРСР. За постановою Трійки УНКВС Вінн. обл. 25.09.1938 ув’язн. на 10 р. ВТТ. Реабіл. 15.07.1989.                                                                                | 40. КРАЄВСЬКИЙ ФЕОДОСІЙ ДМИТРОВИЧ, 1886 р. н., с. Озаринці Могилів-Подільського р-ну, прож. с. Кукавка, українець, із селян, освіта середня, священик, одруж., 4 дітей. Арешт. 20.11.1932 р. Звинувач. за ст. 54-10 КК УСРР. За постановою ОН ДПУ УСРР від 13.04.1933 р. заслан. на 3 р. до Сибіру. Реабіл. 17.01.1990 р. | 72. СОКОЛОВСЬКИЙ ЙОСИП ІВАНОВИЧ, 1899 р.н., с. Озаринці Могилів-Подільського р-ну, поляк, із селян, малописьменний, колгоспник, одруж., 3 дітей. Арешт. 05.03.1938 р. Звинувач. за ст. 54–2, 11 КК УРСР. За постановою Трійки УНКВС Вінницької обл. від 26.03.1938 р. розстрі- ляний 09.04.1938 р. Реабіл. 27.08.1958 р. |
| 9. БІЛОУС ТИМОФІЙ МИХАЙЛОВИЧ, 1886 р. н., с. Озаринці Могилів-Подільського р- ну, українець, освіта початкова, одноосібник, одруж. Арешт. 08.07.1931. Звинувач. за ст. 54–10, 56-16 КК УСРР. За постановою ОН ДПУ УСРР 19.02.1932 на 3 р. висланий. Реабіл. 05.02.1990.                                                                                             | 41. КУЛІВАР ВАСИЛЬ ПАВЛОВИЧ, 1911 р. н., с. Озаринці Могилів-Подільського р-ну, українець, із селян, малописьменний, одноосібник. Арешт. 13.11.1930 р. Звинувач. за ст. 54-8 КК УСРР. За постановою прокурора Могилів- Подільської дільниці від 31.08.1931 р. справа припинена | 73. СТАНІСЛАВЧУК ІВАН АНДРІЙОВИЧ, 1900 р.н., с. Озаринці Могилів-Подільського р-ну, українець, із селян, малописьменний, колгосп- ник, одруж., 4 дітей. Арешт. 05.03.1938 р. Звину- вач. за ст. 54–2, 11 КК УРСР. За постановою Трій- ки УНКВС Вінницької обл. від 26.03.1938 р. роз- стріляний 09.04.1938 р. Реабіл. 27.08.1958 р. |
| 10. БІСКУПСЬКИЙ ІВАН МАР’ЯНОВИЧ, 1898 р. н., с. Озаринці Могилів-Подільського р- ну, поляк, колгоспник. Арешт. 06.12.1937. Звинувач. «у контрреволюційній діяльності». За постановою Трійки УНКВС УРСР Вінн. обл. 09.12.1937 ув’язн. на 10 р. ВТТ. Реабіл. 22.04.1989.                                                                                              | 42. КУЛІВАР ІВАН ОЛЕКСІЙОВИЧ, 1888 р. н., с. Озаринці Могилів-Подільського р-ну, українець, одноосібник. Арешт. 01.04.1932 р. Звинувач. за ст. 54-6 КК УСРР. За постановою ОН ДПУ УСРР ув’язн. на 3 р. концтаборів. Реабіл. 13.03.1990 р. | 74. СТАНІСЛАВЧУК ЯКІВ МИХАЙЛОВИЧ, 1899 р.н., с. Озаринці Могилів-Подільського р-ну, поляк, колгоспник. Арешт. 06.12.1937 р. Звину- вач. за “участь у контрреволюційній діяльності”. За постановою Трійки УНКВС Вінницької обл. від 09.12.1937 р. розстріляний 17.05.1938 р. Реа- біл. 22.04.1989 р. |
| 11. БІСКУПСЬКИЙ КАРОЛЬ МИХАЙЛОВИЧ, 1906 р. н., с. Озаринці Могилів-Подільського р- ну, прож. с. Струсове Мурованокуриловецького р- ну, поляк, із селян, освіта початкова, пасічник колгос- пу, одруж. Арешт. 18.12.1937. Звинувач. за ст. 54– 4, 10 КК УРСР. За рішенням Нарк. ВС і Прокур. СРСР розстріляний 11.02.1938. Реабіл. 18.11.1961.                       | 43. КУЛІВАР ПАВЛО ФИЛИМОНОВИЧ, 1878 р. н., с. Озаринці Могилів-Подільського р-ну, українець, із селян, малописьменний, одноосіб- ник. Арешт. 16.11.1930 р. Звинувач. за ст. 54-8 КК УСРР. За постановою прокурора Могилів-Подільської дільниці від 31.08.1931 р. справа припинена. Вдруге арешт. 02.03.1938 р. Звинувач. за ст. 54-10 КК УРСР. За постановою Трійки УНКВС Вінницької обл. від 10.04.1938 р. розстріляний 27.04.1938 р. Реабіл. 02.07.1959 р.                             | 75. СТЕЦЮК АНДРІЙ ОЛЕКСАНДРОВИЧ, 1900 р.н., с. Озаринці Могилів-Подільського р-ну, українець, із селян, малописьменний, колгоспник, одруж., 3 дітей. Арешт. 05.03.1938 р. Звинувач. за ст. 54–2, 11 КК УРСР. За постановою Трійки УНКВС Вінницької обл. від 26.03.1938 р. ув’язн. на 10 р. ВТТ. Реабіл. 27.08.1958 р. |
| 12. БІСКУПСЬКИЙ ФРАНЦ МАР’ЯНОВИЧ, 1904 р. н., с. Озаринці Могилів-Подільського р- ну, поляк, із селян, малописьменний, колгоспник, одруж. Арешт. 02.01.1938. Звинувач. за ст. 54–10 КК УРСР. За рішенням Нарк. ВС і Прокур. СРСР розстріляний 02.03.1938. Реабіл. 30.05.1989.                                                                                       | 44. КУЛІВАР ПИЛИП ПЕТРОВИЧ, 1898 р. н., с. Озаринці Могилів-Подільського р-ну, українець, із селян, неписьменний, колгоспник, одруж., 2 дітей. Арешт. 19.02.1938 р. Звинувач. за ст. 54-11, 13 КК УРСР. За постановою Трійки УНКВС Вінницької обл. від 26.03.1938 р. розстріляний 09.04.1938 р. Реабіл. 27.08.1958 р. | 76. ТЕЛЕВАТЮК АНДРІЙ ЯКИМОВИЧ, 1915 р.н., с. Озаринці Мо ги лів-По діль сь кого р-ну, українець, із селян, малописьменний, на час арешту без пев- них занять, одруж. Арешт. 01.06.1950 р. Звину- вач. за ст. 54-10, 70 ч. 2, ст. 1 Указу Президії Вер- ховної Ради СРСР від 04.06.1947 р. За вироком Він ниць кого обл су ду від 08.08.1950 р. засудж. на 10 р. ВТТ та 5 р. п/п. Реабіл. 29.03.1996 р.                                                                                            |
| 13. БОРИСЕВИЧ ВІКТОР ПЕТРОВИЧ, 1885 р. н., с. Воєводчинці Могилів-Подільського р- ну, прож. с. Озаринці, українець, із селян, освіта вища, ветлікар, одруж. Арешт. 10.11.1937. Звину- вач. за ст. 54–10 КК УРСР. За постановою Трійки УНКВС Вінн. обл. 20.11.1937 ув’язн. на 10 р. ВТТ. Реабіл. 08.10.1956.                                                         | 45. КУЛІВАР ТИМОН ТИМОФІЙОВИЧ, 1908 р. н., с. Озаринці Могилів-Подільського р-ну, українець, неписьменний, одноосібник, одруж., 3 дітей. Арешт. 08.07.1931 р. Звинувач. за ст. 54-10, 56-16 КК УСРР. За постановою ОН ДПУ УСРР від 19.02.1932 р. справа припинена. | 77. ТИМЧИШИН МИХАЙЛО МАТВІЙОВИЧ, 1892 р.н., с. Голобутів Стрийського р-ну Львів- ської обл., прож. с. Озаринці Мо ги лів-По діль сь- кого р-ну, українець, із селян, освіта середня спе- ціальна, фельдшер медичної амбулаторії, одруж. Арешт. 07.02.1938 р. Звинувач. за ст. 54-2, 11, 13 КК УРСР. За постановою Трійки УНКВС Він ниць- кої обл. від 26.03.1938 р. розстріляний 01.06.1938 р. Реабіл. 27.08.1958 р.                                                                              |
| 14. БРОВЧУК МИХАЙЛО МИХАЙЛОВИЧ, 1888 р. н., м. Львів, прож. с. Озаринці Могилів- Подільського р- ну, українець, із робітників, освіта початкова, обліковець колгоспу, одруж. Арешт. 15.03.1938. Звинувач. за ст. 54–10 КК УРСР. За по- становою Трійки УНКВС Вінн. обл. розстріляний 27.04.1938. Реабіл. 02.07.1959.                                                | 46. КУЛІВАР ФЕДІР ТЕРЕНТІЙОВИЧ, 1908 р. н., с. Озаринці Могилів-Подільського р-ну, українець, із селян, малописьменний, одноосібник. Арешт. 08.07.1931 р. Звинувач. за ст. 54-10, 56-10 КК УСРР. За постановою ОН ДПУ УСРР від 19.02.1932 р. на 3 р. позбавленний права прожи- вання у 12 населених пунктах. Реабіл. 05.02.1990 р. | 78. ТИХОЛАЗ МАКСИМ ТИМОНОВИЧ, 1891 р.н., с. Озаринці Мо ги лів-По діль сь кого р-ну, украї- нець, із селян, малописьменний, колгоспник, одруж., 2 дітей. Арешт. 25.02.1938 р. Звинувач. за ст. 54-2, 11 КК УРСР. За постановою Трійки УНКВС Він ниць кої обл. від 26.03.1938 р. розстрі- ляний 09.04.1938 р. Реабіл. 27.08.1958 р. |
| 15. БУРДЕЙНИЙ АМБРОСІЙ ЯКОВИЧ, 1897 р. н., с. Озаринці Могилів-Подільського р- ну, українець, із селян, освіта початкова, колгоспник, одруж. Арешт. 07.02.1938. Звинувач. за ст. 54–2, 11, 13 КК УРСР. За постановою Трійки УНКВС Вінн. обл. розстріляний 09.04.1938. Реабіл. 27.08.1958.                                                                           | 47. КУЧМЕЙ ПЕТРО МАКСИМОВИЧ, 1900 р. н., с. Озаринці Могилів-Подільського р-ну, українець, із селян, неписьменний, колгоспник, одруж., 4 дітей. Арешт. 05.03.1938 р. Звинувач. за ст. 54-2, 11 КК УРСР. За постановою Трійки УНКВС Вінницької обл. від 26.03.1938 р. розстріляний 01.06.1938 р. Реабіл. 27.08.1958 р. | 79. ТИХОЛАЗ СТРАТІЙ ЛУКАШОВИЧ, 1897 р.н., с. Озаринці Мо ги лів-По діль сь кого р-ну, украї- нець, із селян, освіта початкова, колгоспник, одруж., 2 дітей. Арешт. 05.03.1938 р. Звинувач. за ст. 54-2, 11 КК УРСР. За постановою Трійки УНКВС Він ниць кої обл. від 26.03.1938 р. розстрі- ляний 09.04.1938 р. Реабіл. 27.08.1958 р. |
| 16. БУРДЕЙНИЙ ІВАН НИКИФОРОВИЧ, 1899 р. н., с. Озаринці Могилів-Подільського р- ну, українець, із селян, освіта початкова, колгоспник, одруж. Арешт. 02.03.1938. Звинувач. за ст. 54–2, 11 КК УРСР. За постановою Трійки УНКВС Вінн. обл. розстріляний 09.04.1938. Реабіл. 27.08.1958.                                                                              | 48. ЛИТВАК ФЕДІР ОВКСЕНТІЙОВИЧ, 1891 р. н., с. Озаринці Могилів-Подільського р-ну, українець,освіта початкова, одноосібник. Арешт. 08.07.1931 р. Звинувач. за ст. 54-10, 56-16 КК УСРР. За постановою ОН ДПУ УСРР від 19.02.1932 р. заслан. на 3 р. на Північ. Реабіл. 05.02.1990 р. | 80. ТИХОЛАЗ УСТИМ ТИМОФІЙОВИЧ, 1890 р.н., с. Озаринці Мо ги лів-По діль сь кого р-ну, украї- нець, із селян, малописьменний, колгоспник, одруж., 2 дітей. Арешт. 02.03.1938 р. Звинувач. за ст. 54-11, 13 КК УРСР. За постановою Трійки УНКВС Він ниць кої обл. від 26.03.1938 р. розстрі- ляний 09.04.1938 р. Реабіл. 27.08.1958 р. |
| 17. БУРДЕЙНИЙ РОМАН АНДРІЙОВИЧ, 1902 р. н., с. Озаринці Могилів-Подільського р- ну, українець, бригадир колгоспу. Арешт. 06.12.1937. Звинувач. в «контрреволюційній діяльності». За постановою Трійки УНКВС Вінн. обл. 09.12.1937 ув’язн. на 10 р. ВТТ. Реабіл. 22.04.1989.                                                                                         | 49. МАЗУР ГЕРОНІМ ІВАНОВИЧ, 1886 р. н., с. Озаринці Могилів-Подільського р-ну, поляк, із селян, неписьменний, одноосібник, одруж., 4 ді- тей. Арешт. 26.03.1932 р. Звинувач. за ст. 54-10 КК УСРР. За постановою ОН ДПУ УСРР від 13.05.1932 р. заслан. на 3 р. на Північ. Реабіл. 17.01.1990 р. Вдруге арешт. 02.01.1938 р. Звину- вач. за участь у контрреволюційній діяльность. За рішенням Нарк. ВС і Прокур. СРСР від 03.02.1938 р. розстріляний 02.03.1938 р. Реабіл. 17.05.1989 р. | 81. ТКАЧУК МИХАЙЛО ПЕТРОВИЧ, 1884 р.н., с. Озаринці Мо ги лів-По діль сь кого р-ну, поляк, колгоспник. Арешт. 02.01.1938 р. Звинувач. за ст. 54-10 КК УРСР. За рішенням Нарк. ВС і Прокур. СРСР від 03.02.1938 р. розстріляний 26.03.1938 р. Реабіл. 16.05.1989 р. |
| 18. БУРИК СТЕПАН ВАСИЛЬОВИЧ, 1888 р. н., с. Озаринці Могилів-Подільського р- ну, украї- нець, колгоспник. Арешт. 06.12.1937. Звинувач. «у контрреволюційній діяльності». За постановою Трійки УНКВС Вінн. обл. 09.12.1937 ув’язн. на 10 р. ВТТ. Реабіл. 22.04.1989.                                                                                                 | 50. МАЗУР ІВАН ВІКЕНТІЙОВИЧ, 1903 р. н., с. Озаринці Могилів-Подільського р-ну, українець, із селян, освіта початкова, завгосп колгоспу, одруж., 2 дітей. Арешт. 10.04.1938 р. Звинувач. за ст. 54-4, 11 КК УРСР. За постановою Трійки УНКВС Вінницької обл. від 25.09.1938 р. ув’язн. на 10 р. ВТТ. Реабіл. 22.01.1990 р. | 82. ФЕЛЬДМАН ІХІЛЬ ГЕРШКОВИЧ, 1895 р.н., с. Озаринці Мо ги лів-По діль сь кого р-ну, єврей, із міщан, малописьменний, мельник, одруж. Арешт. 19.09.1931 р. Звинувач. за ст. 56-24 КК УСРР. За по- становою прокурора Мо ги лів-По діль сь кої діль- ниці від 07.05.1932 р. справа припинена. |
| 19. ВАЙНШТЕЙН АРОН БЕРКОВИЧ, 1897 р. н., с. Озаринці Могилів-Подільського р-ну, єврей, із торговців, освіта початкова, рахівник, одруж. Арешт. 13.07.1938. Звинувач. за ст. 54–10 ч. 1 КК УРСР. За вироком Вінн. облсуду 04.04.1939 за- судж. на 2,5 р. ВТТ. Реабіл. 17.07.1959.                                                                                    | 51. МАЗУР ЙОСИП ДОРОФІЙОВИЧ , 1873 р. н., с. Озаринці Могилів-Подільського р-ну, поляк, із селян, неписьменний, колгоспник. Арешт. 08.05.1938 р. Звинувач. за ст. 54-4, 11 КК УРСР. За постановою Трійки УНКВС Вінницької обл. від 25.09.1938 р. розстріляний 04.10.1938 р. Реа- біл. 13.07.1989 р. | 83. ФЕЛЬДМАН ЯНКЕЛЬ ГЕРШКОВИЧ, 1891 р.н., с. Озаринці Мо ги лів-По діль сь кого р-ну, прож. ст. Сербинівці Жмеринського р-ну, єврей, із мі- щан, малописьменний, касир-таксувальник кон- тори «Союзхліб», одруж., 1 дитина. Арешт. 19.09.1931 р. Звинувач. за ст. 56-24 КК УСРР. За постановою прокурора Мо ги лів-По діль сь кої діль- ниці від 07.05.1932 р. справа припинена. |
| 20. ВОДЗІНСЬКИЙ ВАСИЛЬ КЛИМЕНТІЙОВИЧ, 1875 р. н., с. Озаринці Могилів-Подільсько- го р-ну, українець, із селян, малописьменний, кол- госпник, одруж. Арешт. 06.04.1938. Звинувач. за ст. 54–10 КК УРСР. За постановою прокурора Мо- гилів-Подільського р-ну справа припинена 03.07.1938.                                                                            | 52. МАЛАНЧУК МИХАЙЛО ІВАНОВИЧ , 1889 р. н., с. Озаринці Могилів-Подільського р-ну, українець, із селян, малописьменний, одноосіб- ник, одруж., 3 дітей. Арешт. 06.08.1931 р. Звину- вач. за ст. 54-10, 56-16 КК УСРР. За постановою ОН ДПУ УСРР від 19.02.1932 р. ув’язн. на 3 р. концтаборів (умовно). Реабіл. 05.02.1990 р. | 84. ХРИСТЮК АНДРІЙ ТИМОФІЙОВИЧ, 1897 р.н., с. Озаринці Могилів-Подільського р-ну, українець, колгоспник. Арешт. 06.12.1937 р. Зви- нувач. за «участь у контрреволюційній діяльнос- ті». За постановою Трійки УНКВС Він ниць кої обл. від 09.12.1937 р. ув’язн. на 10 р. ВТТ. Реабіл. 22.04.1989 р. |
| 21. ВОДЗІНСЬКИЙ ГАВРИЛО ОНУФРІЙОВИЧ, 1891 р. н., с. Озаринці Могилів-Подільського р-ну, українець, неписьменний, одноосібник, одруж. Арешт. 08.07.1931. Звинувач. за ст. 54–10, 56-16 КК УСРР. За постановою ОВ 24-го прикор- донного загону ДПУ справа припинена 07.09.1931.                                                                                       | 53. МЕЛЬНИК ГАВРИЛО МИКИТОВИЧ , 1897 р. н., с. Озаринці Могилів-Подільського р-ну, прож. м. Яготин Київської обл., українець, із селян, освіта початкова, фінансист, одруж., 1 дити- на. Арешт. 04.04.1938 р. Звинувач. за ст. 54-10 КК УРСР. За постановою Трійки УНКВС Вінницької обл. від 10.04.1938 р. розстріляний 27.04.1938 р. Реабіл. 08.07.1959 р. | 85. ШЛАПАК ІВАН ФЕОДОСІЙОВИЧ, 1896 р.н., с. Озаринці Мо ги лів-По діль сь кого р-ну, украї- нець, із селян, малописьменний, колгоспник, одруж., 3 дітей. Арешт. 26.03.1932 р. Звинувач. за ст. 54-10 КК УСРР. За постановою ОН ДПУ УСРР від 13.05.1932 р. заслан. на 3 р. на Північ РФ. Реа- біл. 29.01.1990 р. |
| 22. ВОДЗІНСЬКИЙ ДМИТРО СТЕПАНОВИЧ, 1897 р. н., с. Озаринці Могилів-Подільського р-ну, прож. с. Юрківці, українець, із селян, малопись- менний, робітник кар’єру, одруж. Арешт. 03.01.1938. Звинувач. за ст. 54–1 «а», 10 КК УРСР. За рішенням Нарк. ВС і Прокур. СРСР розстріля- ний 02.03.1938. Реабіл. 30.10.1959.                                                | 54. МЕЛЬНИК ТИМОФІЙ ФЕДОРОВИЧ , 1902 р. н., с. Озаринці Могилів-Подільського р-ну, українець,із селян, освіта початкова, рахівник колгоспу, одруж., 3 дітей. Арешт. 06.04.1938 р. Звинувач. за ст. 54-10 КК УРСР. За постановою Трійки УНКВС Вінницької обл. від 10.04.1938 р. розстріляний 10.06.1938 р. Реабіл. 02.07.1959 р. | |
| 23. ВОДЗІНСЬКИЙ ПЕТРО ВАСИЛЬОВИЧ, 1904 р. н., с. Озаринці Могилів-Подільського р-ну, українець, освіта початкова, одноосібник, одруж. Арешт. 08.07.1931. Звинувач. за ст. 54–10, 56-16 КК УСРР. За постановою 24-го прикордонного за- гону ДПУ справа припинена 07.09.1931.                                                                                         | 55. МЕЛЬНИК ФЕДІР МИКИТОВИЧ , 1903 р. н., с. Озаринці Могилів-Подільського р-ну, українець, із селян, письменний, тесля, одруж., 2 дітей. Арешт. 23.03.1938 р. Звинувач. за ст. 54-10 КК УРСР. За постановою Трійки УНКВС Вінницької обл. від 10.04.1938 р. розстріляний 27.04.1938 р. Реабіл. 02.07.1959 р. | |
| 24. ВОЙНШТОК АРОН БЕРКОВИЧ, 1897 р. н., с. Озаринці Могилів-Подільського р-ну, єврей, із торгівців, освіта початкова, рахівник, одруж. Арешт. 15.07.1938. Звинувач. за ст. 54–10 КК УРСР. За постановою Вінн. облсуду справа при- пинена 17.07.1939. | 56. МЕЛЬНИЧЕНКО ІВАН ОЛЕКСАНДРОВИЧ, 1897 р. н., с. Озаринці Могилів-Подільського р-ну, українець, із селян, письменний, тесля, одруж., 1 дитина. Арешт. 19.02.1938 р. Звинувач. за ст. 54-2, 11 КК УРСР. За постановою Трійки УНКВС Вінницької обл. від 26.03.1938 р. розстріляний 09.04.1938 р. Реабіл. 27.08.1958 р. | |
| 25. ГАЛАК СИДІР СТЕПАНОВИЧ, 1864 р. н., с. Озаринці Могилів-Подільського р-ну, українець, колгоспник. Арешт. 20.02.1938. Звинувач. за ст. 54–2, 11 КК УРСР. За постановою прокурора Могилів-Подільського р-ну справа припинена 05.07.1939. | 57. МЕЛЬНИЧЕНКО ТРОХИМ ІВАНОВИЧ , 1901 р. н., с. Озаринці Могилів-Подільського р-ну, прож. с. Деребчин Шаргородського р-ну, українець, із селян, освіта вища, військовослужбовець, одруж., 2 дітей. Арешт. 25.01.1943 р. Звинувач. за ст. 58-10 ч. 2 КК РРФСР. За вироком ВТ Закавказь- кого фронту від 25.03.1943 р. засудж. на 10 р. ВТТ. Реабіл. 23.02.1996 р. | |
| 26. ГОНЧАРУК ГРИГОРІЙ ПАВЛОВИЧ, 1876 р. н., с. Озаринці Могилів-Подільського р-ну, українець, із селян, малописьменний, колгоспник, одруж. Арешт. 30.10.1937. Звинувач. за ст. 54–10 КК УРСР. За постановою Трійки УНКВС Вінн. обл. 13.11.1937 ув’язн. на 10 р. ВТТ. Реабіл. 16.11.1989.                                                                            | 58. МЕЛЬНИЧЕНКО ФЕДІР МИКИТОВИЧ , 1890 р. н., с. Озаринці Могилів-Подільського р-ну, українець, із селян, освіта початкова, колгоспник, одруж., 6 дітей. Арешт. 19.02.1938 р. Звинувач. за ст. 54-11, 13 КК УРСР. За постановою Трійки УНКВС Вінницької обл. від 26.03.1938 р. розстріляний 01.06.1938 р. Реабіл. 27.08.1958 р. | |
| 27. ГОРДІЙЧУК ЗАХАР ПЕТРОВИЧ, 1900 р. н., с. Озаринці Могилів-Подільського р-ну, українець, із селян, малописьменний, колгоспник, одруж. Арешт. 16.12.1937. Звинувач. за ст. 54–1 «а», 10 КК УРСР. За постановою Трійки УНКВС Вінн. обл. розстріляний 28.01.1938. Реабіл. 27.08.1958.                                                                               | 59. МУСІЄНКО-ГУЙВАН ОНИСЯ МИХАЙЛІВНА , 1905 р. н., с. Озаринці Могилів-Подільського р-ну, прож. м. Вінниця, українка, із селян, освіта початкова, секретар управління «Плодовоч», одруж., 3 дітей. Звинувач. за ст. 54-2 КК УРСР. За постановою ОН НКВС СРСР від 28.03.1938 р. ув’язн. на 8 р. ВТТ. Реабіл. 23.03.1957 р. | |
| 28. ГУЙВАН ПАВЛО ГРИГОРОВИЧ, 1898 р. н., с. Озаринці Могилів-Подільського р-ну, українець, із селян, малописьменний, керівник духового оркестру, одруж. Арешт. 02.03.1938. Звинувач. за ст. 54–2, 11 КК УРСР. За постановою Трійки УНКВС Вінн. обл. розстріляний 09.04.1938. Реа- біл. 27.08.1958.                                                                  | 60. ОЛІЙНИК ПЕТРО КІНДРАТОВИЧ, 1897 р.н., с. Озаринці Могилів-Подільського р-ну, укра- їнець, із селян, малописьменний, колгоспник. Арешт. 19.02.1938 р. Звинувач. за ст. 54–11, 13 КК УРСР. За постановою Трійки УНКВС Вінницької обл. від 26.03.1938 р. розстріляний 09.04.1938 р. Реабіл. 27.08.1958 р. | |
| 29. ГУК ГАВРИЛО СЕМЕНОВИЧ, 1910 р. н., с. Озаринці Могилів-Подільського р-ну, українець, військовослужбовець. Звинувач. за ст. 58–10 ч. 1 КК РРФСР. За вироком ВТ 82-сд дивізії 20.09.1937 засудж. на 8 р. позбавлення волі. Реабіл. 05.06.1991. | 61. ОЛІЙНИК ФЕДІР КІНДРАТОВИЧ, 1862 р.н., с. Озаринці Могилів-Подільського р-ну, украї- нець, із селян, малописьменний, одноосібник. Арешт. 20.03.1938 р. Звинувач. за ст. 54–2, 11 КК УРСР. За постановою Трійки УНКВС Вінницької обл. від 26.03.1938 р. розстріляний 09.04.1938 р. Реабіл. 27.08.1958 р. | |
| 30. ГУК ІВАН ПЕТРОВИЧ, 1900 р. н., с. Озаринці Могилів-Подільського р-ну, українець, із селян, малописьменний, бригадир колгоспу, одруж. Арешт. 19.02.1938. Звинувач. за ст. 54–2, 11 КК УРСР. За постановою Трійки УНКВС Вінн. обл. розстріляний 09.04.1938. Реабіл. 27.08.1958.                                                                                   | 62. ОХОТСЬКИЙ ІВАН ФРОЛОВИЧ, 1894 р.н., с. Жеребилівка, прож. с. Озаринці Могилів- Подільського р-ну, поляк, із селян, освіта почат- кова, коваль колгоспу, одруж., 3 дітей. Арешт. 05.12.1937 р. Звинувач. за “участь у контрреволю- ційній діяльності”. За постановою Трійки УНКВС Вінницької обл. від 09.12.1937 р. ув’язн. на 10 р. ВТТ. За постановою УНКВС Вінницької обл. від 14.07.1939 р. постанова відмінена, справа припи- нена.                                              | |
| 31. ГУК ІВАН ХОМИЧ, 1903 р. н., с. Озаринці Мо- гилів-Подільського р-ну, прож. м. Калинівка, украї- нець, із селян, освіта середня, робітник. Арешт. 16.03.1938. Звинувач. за ст. 54–10 КК УРСР. За ви- роком Лінійного суду Півд.-Зах. залізниці 12.08.1938 засудж. на 10 р. ВТТ. Реабіл. 26.09.1962.                                                              | 63. ПАРАСУНЬКО ВАСИЛЬ АРТЕМОВИЧ, 1880 р.н., с. Озаринці Могилів-Подільського р-ну, українець, із селян, малописьменний, одноосіб- ник, одруж., 4 дітей. Арешт. 26.03.1932 р. Зви- нувач. за ст. 54–10 КК УСРР. За постановою ОН ДПУ УСРР від 13.05.1932 р. заслан. на 3 р. Реа- біл. 05.12.1989 р. | |
| 32. ГУЦОЛ ВАСИЛЬ РОМАНОВИЧ, 1897 р. н., с. Озаринці Могилів-Подільського р-ну, українець, освіта початкова, одноосібник, одруж. Арешт.08.07.1931. Звинувач. за ст. 54–10, 56-16 КК УСРР.За постановою ОН ДПУ УСРР 19.02.1932 на 3 р. висланий за межі України. Реабіл. 05.02.1990.                                                                                  | 64. ПАРАСУНЬКО ДМИТРО МАКСИМОВИЧ, 1900 р.н., с. Озаринці Могилів-Подільського р-ну, українець, із селян, малописьменний, колгоспник, одруж., 1 дитина. Арешт. 07.02.1938 р. Звинувач. за ст. 54–10, 13 КК УРСР. За постановою Трійки УНКВС Вінницької обл. від 23.04.1938 р. ув’язн. на 8 р. ВТТ. Реабіл. 23.10.1989 р. | |

##### Друга Світова війна.Німецько-румунська окупація(1941-1944)
Після німецько-румунської окупації у серпні 1941 року Озаринці були включені до складу Трансністрії.
18 березня 1944 р. німці змусили своїх румунських союзників підписати протокол про передачу територій між Дністром та Бугом генералу Аулебу, уповноваженому Верховного Головнокомандування німецької армії. Територія перейшла до рук німецького командування.
Під час Німецько-радянської війни, на території Озаринець діяла підпільна організація з семи чоловік. В роки війни сільська рада називалась примарія.
19 березня 1944 року — село було звільнено Червоною Армією.
За роки війни загинуло 286 озаринчан, про що свідчить пам'ятник воїнам-односельчанам (відкритий 9 травня 1973 року), де викарбувано їхні імена: 
| Баланаюк Григорій Васильович Баланюк Григорій Олександрович Баланюк Іван Дорофійович Баланюк Микола Олексійович Баланюк Микола Семенович Баланюк Михайло Никифорович Баланюк Тимофій Афанасійович Баланюк Федір Васильович Бацалай Василь Федорович Бацалай Григорій Васильович Бацалай Іван Трофанович Бацалай Степан Федорович Бацалай Тимофій Остапович Бацалай Явтух Володимирович Барат Шмуль Волькович Безкупський Сташко Миколайович Бензар Захарій Романович Бензар Федір Матвійович Білоус Олександр Семенович Білоус Федір Аксентійович Боднар Петро Іванович Брицький Іван Михайлович Брицький Михайло Олександрович Бойчук Андрій Дем'янович Бурдейний Василь Данилович Бурдейний Іван Васильович Бурдейний Марко Никифорович Бурдейний Михайло Васильович Бурдейний Петро Іванович Бурдейний Семен Іванович Бурдейний Федір Данилович Бурдейний Василь Дмитрович Бурик Григорій Данилович Бурик Іван Аксентійович Бурик Іван Апатійович Бурик Карпо Васильович Бурик Карпо Олексійович Бурик Кифір Васильович Бурик Явтух Павлович Бурик Яків Данилович Васерман Мойсей Хаймович Водзінський Григорій Тодорович Водзінський Іван Карпович Водзінський Іван Савич Водзінський Семен Карпович Волох Герш Самійлович Волошин Василь Петрович Волошин Микола Петрович Гайворонюк Іван Дмитрович Гайворонюк Профирій Васильович Гайворонюк Терентій Якович Гайворонюк Юхим Фтодійович Гайворонюк Іван Федорович Галак Володимир Іванович Гафа Василь Трофимович Глухенький Захарій Григорович Глухенький Мирон Арсенійович Глушак Микола Омелянович Гнатик Андрій Пилипович Гнатик Василь Стратійович Гнатик Іван Петрович Гнатик Іван Пилипович Гольденберг Ісак Гершкович Горщук Йосип Назарович | Гоцуляк Андрій Савович Гоцуляк Йосип Назарович Гоцуляк Тимон Васильович Гоцуляк Михайло Авсентійович Горщук Іван Іванович Гребенюк Степан Федосійович Гуйван Григорій Авсентійович Гуйван Кифір Дмитрович Гук Григорій Васильович Гук Іван Петрович Гуцол Купріян Романович Гуцол Олексій Тимофійович Дишкант Антон Пилипович Дишкант Федот Кирилович Жмудь Андрій Іванович Заводовський Михайло Антонович Заболотний Василь Михайлович Заболотний павло Михайлович Заплітний Євгеній Демянович Заплітний Петро Демянович Захарчук Ісак Іванович Заяць Володимир Іванович Ендельштейн Едмоіл Менделевич Ентін Ілля Юхимович Ентін Яків Борисович Іваненко Микита Павлович Іваннов Максим Трохимович Каліш Лев Абрамович Каліш Мошко Абрамович Касіянчук Григорій Іванович Кириловський Василь Миколайович Кириловський василь Семенович Кириловський Гнат Онуфрійович Кириловський Іван Степанович Кириловський Петро Демянович Кириловський павло Миколаєвич Кисіль Василь Іванович Кисіль Іван Федорович Кисіль Тимофій Андрійович Кисіль Юхим Андрійович Коваль Степан Федорович Койфман Давид Гершкович Колесник Гнат Іванович Колесник Іван Григорович Колесник Олександр Петрович Колесник Михайло Петрович Конюк Трохим Олександрович Конюк Петро Олександрович Коняга Василь Андрійович Коняга Григорій Герасимович Коняга Григорій Леонтійович Коняга Іван Тимофійович Коняга Михайло Юхимович Коняга Семен Миронович Коняга Тодосій Володимирович Коняга Тодосій Павлович Косован Семен Пантелеймонович Костик Андрій Зинотович Костик Іван Степанович Коцюбан Аксентій Іванович Коцюбан Дмитро Трофимович Коцюбан Іван Карпович Кузьменко Сергій Прокопович | Кулівар Василь Ананійович Кулівар Василь Петрович Кулівар Василь Тимонович Кулівар Григорій Аксентійович Кулівар Іван Аксентійович Кулівар Григорій Іванович Кулівар Іван Васильович Кулівар Іван Степанович Кулівар Михайло Омелянович Кулівар Олександр Андрійович Кулівар Олексій Аксентійович Кулівар Олексій Федорович Кулівар Петро Демянович Кулівар Тимофій Степанович Кулівар Федор Васильович Кулівар Клим Степанович Кутулов Григорій Федорович Кушнір Андрій Якович Кушнір Ларіон Тимофійович Кучмей Іван Максимович Кучмей Іван Степанович Кучмей Михайло Степанович Кучмей Андрій Григорович Кучмей Петро Григорович Кучмей Петро Іванович Кац Лев Мошкович Лабушний Данило Тимофійович Лабушний Іван Дорофійович Лозовер Давид Шаєвич Литвак Василь Мартинович Мазур Іван Миколайович Мазур Михайло Герасимович Мазур Тимофій Миколайович Маланчук Григорій Іванович Маланчук Іван Михайлович Маланчук Іван Васильович Маланчук Іван Трохимович Маланчук Карпо Григорович Маланчук Пилип Васильович Маланчук Федір Захарович Маланчук Федот Васильович Мацієвський Іван Іванович Мельник Григорій Петрович Мельник Демян Савович Мельник Іван Афанасійович Мельник Олексій Йосипович Мельник Марко Сидорович Мельник Федір Захарович Мельник Федір Миколайович Мельниченко Микола Йосипович Мельниченко Павло Йосипович Менішен Семен Абрамович Невольчук Микита Кондратович Невольчук Петро Семенович Невольчук Петро Якович Невольчук Тимофій Михайлович Носульський Аврам Олександрович Нижник Михайло Сидорович Овчарук Андрій Карпович Олійник Леонтій Карпович Остафійчук Аксентій Мойсейович Остафійчук Григорій Аксентійович | Парасунько Дмитро Максимович Парасунько Іван Авксентійович Парасунько Іван Арсенійович Парасунько Іван Петрович Парасунько Іван Степанович Парасунько Микита Демянович Парасунько Петро Гнатович Парасунько Петро Михайлович Парасунько Семен Васильович Парасунько Явтух Арсенійович Парасунько Яків Пилипович Поляк Ахрем Пилипович Поляк Григорій Тимофійович Поляк Іван Григорович Поляк Микита Кифорович Поляк Степан Петрович Пшеничук Іван Захарович Пшеничук Іван Трохимович Пшеничук Петро Захарович Пшеничук Федір Трохимович Рижак Михайло Григорович Саранчук Андрій Федорович Саранчук Антон Петрович Саранчук Василь Андрійович Саранчук Іван Тимофійович Саранчук Микита Іванович Саранчук Прокіп Федорович Саранчук Семен Савич Саранчук Яким Петрович Слободанюк Андрій Григорович Слободанюк Іван Васильович Слободанюк Пилип Іванович Соколовський Михайло Йосипович Станіславчук Трохим Петрович Стецюк Антон Ахтимонович Стецюк Василь Григорович Стецюк Федір Тимофієвич Танасійчук Василь Михайлович Танасійчук Микола Якович Тітанов Василь Михайлович Телеватюк Гаврило Якимович Телеватюк Микола Олександрович Тихолаз Іван Пантелеймонович Тихолаз Михайло Олексійович Тихолаз Петро Максимович Тихолаз Семен Якович Тихолаз Степан Дмитрович Тихолаз Терентій Якович Тихолаз Юхим Максимович Ткачик Василь Антонович Тихолаз Василь Терентійович Ткачик Федот Христюк Михайло Андрійович Царфіс Яків Йосипович Цибух Артем Іванович Шершун Леонтій Володимирович Шлаін Хойм Іцкович Шлапак Аксентій Тодосійович Шлапак Петро Іванович Якимчук Іван Томашович Іванцов Григорій Трохимович |

###### Голокост(1941-1944)
В роки окупації в Озаринцях було єврейське гетто. 19 і 26 липня 1941 року стали найтрагічнішими. 19 липня 1941 німецькими військами, а 26 липня румунськими військами, мешканців села навіть не розстрілювали, а різали, виколювали очі, серед білого дня, на базарнім майдані, у центрі містечка.
28 серпня 1941 року в Озаринецькій синагозі були закатовані і спалені заживо 86 євреїв.
Зимою 1942 року в озаринецькому гетто почався голод, крім місцевих в'язнів-євреїв були сотні із Бессарабії, Буковини. Від епідемії сипного тифу багато з них померло.
Багато односельчан з великою небезпекою для себе і своїх рідних переховували єврейські сім'ї від знищення їх окупаційною адміністрацією. Це Бурик Христина і Софія, Гайворонюк Юстиній, Мельник Килина, Мельник Мокрина, Коняга Ганна, Соколовська Марія та інші. Незважаючи на заборону окупаційної влади, колишній фельдшер погранзастави — Стукаленко Костянтин Іванович надавав медичну допомогу євреям.
17 березня 1944 р. відступаючі німецько-нацистські війська вбили ще декілька в'язнів гетто.
У жовтні 1994 року в Озаринцях було відкрито памятник євреям - жертвам фашистського геноциду. Окремим жителям було вручено посвідчення "Праведник світу" - Бурик Г.В. та Мельнику Г.С., оскільки їх батьки найбільше переховували євреїв під час румунсько-німецької окупації Озаринець.
У 1999 р. на православному кладовищі на могилі Христини Бурик представники єврейськоі громади встановили дерев'яний хрест як праведнику світу, жінці, яка врятувала цілі єврейські сім'ї від знищення.

##### Голодомор (1946-1947)
Повернення радянської влади було ознаменовано новим голодом в Озаринцях у 1946-1947 роках. Багато сімей недоїдали, опухли, але ніхто з голоду не помер, так як за роботу в колгоспі щовечора видавали по 250 гр. борошна.

##### Повоєнна відбудова.
У 1949 році було об'єднано колгоспи імені Петровського і Ворошилова. У грудні 1950 року об'єднали колгосп «Диктатура пролетаріату» і імені Ворошилова. Головою колгоспу став Мединич Григорій Григорович.
В 1951 році Озаринці були радіофіковані, а з 13.01.1961 року в село було подано електричну напругу від державної електромережі (до того часу діяла своя гідроелектростанція, з 1948 р. — млин на «Острові»).В листопаді 1959 року до колгоспу «Диктатура пролетаріату» було приєднано колгосп с. Борщівці (проіснував до 1962 р.). Об'єднаний колгосп було названо іменем Щорса.
В 1960 році в селі побудували лікарню на 35 ліжок. Озаринецьку медицину очолювали Стукаленко Костянтин Іванович (в роки війни), Дзюбов Семен Григорович, Заводницька О. В., Коврига В. Н., Янишин В. В., Тулей А. Є., Лимаренко М. Й., Мазур Т. В.
В 1965 році колгоспом було збудовано дитячий садок (перша завідувачка Невольчук Лідія Дмитрівна). В 1966 році було відкрито аптеку і збудовано водопровід(для центру села).
У 1970 році відкрито новий Будинок культури, кафе-їдальня «Ластівка», продуктовий магазин.
В 1969 році, після раптової смерті Мединича Г. Г., на посаду голови правління було обрано Рябошапку М.М, у листопаді 1973 року — Гнатика Василя Івановича, 12 березня 1992 р. — Пшеничука Івана Івановича.
1 грудня 1997 р. було створено с/г товариство з обмеженою відповідальність «Обрій»- голова Пшеничук І. І.
27 лютого 2000 р. с/г кооператив «Злагода»-голова Водзінська Г. І.
12 червня 2020 року, відповідно до Розпорядження Кабінету Міністрів України № 707-р «Про визначення адміністративних центрів та затвердження територій територіальних громад Вінницької області», увійшло до складу Могилів-Подільської міської громади.
19 липня 2020 року, в результаті адміністративно-територіальної реформи та ліквідації Могилів-Подільського району (1923 — 2020), село увійшло до складу новоутвореного Могилів-Подільського району.

## Історично-територіальний поділ села
Місто
Волоський куток
- Панасівка
- Танасова гора (Замчисько)
Шляхетчина
Ріплянка
Кругляк

## Демографія
За свідченням Антоновича «На літо 1570 року в Озаринцях було 46 домів і 20 козацьких хат, козацька церква, базарна площа на лівому березі р. Немійки. Кількість жителів невідомо». Орієнтовно 525 осіб.
Згідно Книги Київського центрального архіву №3637, станом 1629 році в Озаринцях було 162 доми. Населення орієнтовно складало 1300 осіб.
Згідно Архиву Юго-Западной России, т. 7,стр.516, у 1661 р. «…в Озаринцах было 5 домов крестьянских и 30 дворов казацких». Населення орієнтовно складало 275 осіб.
У другій половині XVIII століття, згідно з даними Юхима Сіцінського, до приходу храму Різдва Пресвятої Богородиці було приписано 746 чоловіків і 779 жінок — всього 1525. Євреїв 372 чоловіків і 381 жінок(753). До Успенского приходу — 674 чоловіків і 694 жінок(1568), до костелу Відвідання Єлисавети Пресвятою Дівою Марією — 1133 душі. Загальна кількість жителів становила 4979 чоловік.
Станом на 1893 рік в Озаринцях нараховувалось 466 дворів та 2319 мешканців обох статей, згідно даних Віктора Гульдмана "Населенные места Подольской губернии".
Стном на 1927 рік в Озаринцях нараховувалось всього 4378 мешканців обох статей, чоловіків 2083 особи та жінок 2292. Українці нараховували 3777 осіб, євреї 601 особа.
Станом на 1970 рік в Озаринцях нараховувалось 2864 мешканці.
Станом на 01.01.2008 р. в Озаринцях обліковувалось 651 двори та 1611 мешканці.
Станом на 01.01.2009 р. в Озаринцях обліковувалось 642 двори та 1603 мешканці.
Станом на 01.01.2010 р. в Озаринцях обліковувалось 617 двори та 1552 мешканці.
Станом на 01.01.2011 р. в Озаринцях обліковувалось 605 двори та 1539 мешканці.
Станом на 01.01.2016 рік в Озаринцях нараховується 1311 мешканців.
На сьогодні населення село стрімко зменшується.
Чисельність населення за хронологічною шкалою:

### Мова
Розподіл населення за рідною мовою за даними перепису 2001 року:
| Мова       | Кількість | Відсоток |
| ---------- | --------- | -------- |
| українська | 1950      | 98.14%   |
| російська  | 35        | 1.76%    |
| білоруська | 1         | 0.05%    |
| румунська  | 1         | 0.05%    |
| Усього     | 1987      | 100%     |

## Освіта
В 1878 році було збудовано Озаринецьке міністерське однокласне училище.
При ньому в 1897 році була відкрита церковна школа грамоти для дівчаток. Тут, і ще в чотирьох, розкиданих по Містечку будівлях: — «Нижня школа» — колишнє приміщення волості (XIX–XX ст.), на пагорбі, коло будинку стояв пам'ятник царю Миколі (в кінці 1917 р. був зруйнований)(з 2000 р. молитвений будинок ЄХБ); — «На ділянках»- 3 будинки, у тому числі і в колишній попівській хаті (зараз залишився лише один будинок). — «На хозяйстві» або «На конюшні» — «Центральна школа» — зараз будинок обрядів; Озаринецька середня школа проіснувала до кінця 80-х років XX століття.
9  жовтня 1988 року було завершено будівництво та відкрито сучасну Озаринецьку середню загальноосвітню школу. Приміщення школи розраховане на 624 місця.

## Релігія

### Православна громада
Згідно досліджень Володимира Антоновича: „ На літо 1570 року в Озаринцях було 46 домів і 20 козацьких хат, була козацька церква”.
Проте, найвірогідніше, що під час розорення Озаринець у 1690 році турецькими військами або у зв'язку з іншими подіями пов'язаними з добою Руїни церква була знищена.

#### Свято-Успенська церква (1719-1864)
Тому після визволення Поділля з під влади Османської імперії, у 1719 році козаками було збудовано нову дерев'яну церкву — Свято-Успенську. Вона була трьохярусна, з трьома куполами. Козаки не шкодували коштів на її обладнання та постійно робили пожертвування. Тому церква була урочисто обладнана, про що свідчать дослідження Юхима Сіцінського.
В 1864 році дерев'яну козацьку церкву було розібрано, а матеріал відправлено в село Вендичани, де з нього було змонтовано церкву на цвинтарі. Місце престолу дерев'яної церкви відмічено кам'яним хрестом, який стоїть і в наш час.

#### Храм Різдва Пресвятої Богородиці (1865)
У 1865 році на кошти графа Чацького (вартість будівництва 20000 рублів золотом) та на місці зруйнованої Свято-Успенської церкви був закладений п'ятикупольний храм в разом з дзвіницею в честь Різдва Пресвятої Богородиці і в 1868 році — освячений. Храм був споруджений в російському архітектурному стилі, і на відміну від попередньої Свято-Успенської церкви, не нагадував про козацьку добу. Станом на 2016 рік церква належить до  Української православної церкви та є єдиною діючою православною церквою у селі.

#### Відновлення Свято-Успенської церкви (1910)
Поскільки православних віруючих в Озаринцях було багато, то на великі церковні свята більшість прихожан стояла на подвір'ї церкви, з цього приводу виникали постійні сварки і навіть бійки. Особливо багатолюдною і кривавою була бійка на Великдень 1882 році. Багатьох парубків було заарештовано і посаджено у в'язницю в місті Могилів-Подільський, але до суду не дійшло, "бо справи ж церковні" (із спогадів, нині покійного Парасунька Василя Семеновича, його батька теж було заарештовано).
Тому православні віруючі різних частин Озаринець: Шляхетчини, Волоського кутка та інші вирішили поруч з діючим храмом Різдва Пресвятої Богородиці побудувати нову церкву. Декілька селян (Кучмей Омелян, Кулівар Микола, Парасунько Семен та інші) були послані до митрополита у м. Кам'янець-Подільський за дозволом на побудову церкви, що мала називатись так само як і стара зруйнована козацька - Свято-Успенська. Ходаки просили грошей на побудову храму, їм було виділено більше половини коштів вартості будови, направлено архітектора. Решту грошей мали здати прихожани. Храм будувався дуже довго, з перервою на майже десять років. Зведено його по типу древньоруських церков у формі хреста. Коли майже половину будови було зроблено, архітектор попросив розрахунку, але прихожани зовсім не мали грошей, так як досі їх не зібрали. Архітектор залишив будову та поїхав у Кам'янець-Подільський.
Через три роки було зібрано гроші, розрахувавшись з архітектором, зовнішні та внутрішні будівельні роботи продовжились.
Лише у 1910 році, на Першу Пречисту, урочисто було відкрито Свято-Успенську церкву. Але архітектора не запросили на відкриття і у гніві він сказав, що з цього храму прихожани не будуть мати радості. У 1930-х роках Свято-Успенську церкву було закрито. Потім в її приміщенні був склад, клуб, спортзал та музей.
На сьогодні вона знаходиться в занедбаному стані та не є діючою.

#### Козацька церква (1918-1920)
На подвір'ї сучасної Озаринецької середньої загальноосвітньої школи, була ще одна триярусна церква (козацька), яка була збудована у 1918–1920 рр.. Старостою церкви був Мельник Микита, який мав дуже сильний голос і співав у церковному хорі. Але парафіяни її продали, щоб оздобити щойно збудовану Свято-Успенську церкву. У 1932-1933 роках продану козацьку церкву бачили в невеличкому хуторі біля села Яруги Могилів-Подільського району. 

### Католицька громада
З метою зміцнення католицької віри та панування польської шляхти на завойованих землях, у 1741 році в Озаринцях на кошти графа Дзедушицького і хорунжого Трембовальського було побудовано римо-католицький костел Воздвиження Хреста Господнього.
"Споруда кам'яна, міцна, доладу зроблена, з колонами. Прихожан 1133 чоловіків і жінок...”(Труды Подольского…, в.9  1901 р.)
Костел був естетично оформлений, урочистий, з органом, якого привезли з Варшави, він чарував всіх жителів села своїми величними могутніми звуками. Біля храму були розбиті алеї, обсаджені декоративними деревами і кущами.
У 1930-х роках місцева влада закрила костел, комсомольці зняли хрест, матеріальні цінності були знищені та розкраденні, а приміщення пізніше перетворено в склад. Лише в 1987 році римо-католицька громада з допомогою  будівельників колгоспу почала його відбудовувати.
На даний час костел діє.

### Юдейська громада
Єврейська синагога була збудована в XVIII столітті — двоповерхова будівля прямокутної форми з залишками чотирьох кам'яних колон на центральному (західному) вході.

## Пам'ятки
- Протерозойські пісковики — геологічна пам'ятка природи місцевого значення.

## Люди
У селі народилися:
- Парасунько Онуфрій Арсенович — історик,  Заслужений діяч науки
- Соколовський Віктор Іванович (1986—2014) — старший прапорщик Державної прикордонної служби України, учасник російсько-української війни.
- Хандрос Борис Наумович — український кінодраматург.
- Еліза Грінблат (1888 — 1975) — єврейська письменниця.
- Коняга Володимир Анатолійович (1974—2015) — матрос, радіотелеграфіст взводу зв'язку 1-ї бригади морської піхоти (Миколаїв), учасник російсько-української війни.
- Василь Мельниченко — російський фермер і журналіст, член Спілки журналістів Росії.

## Галерея

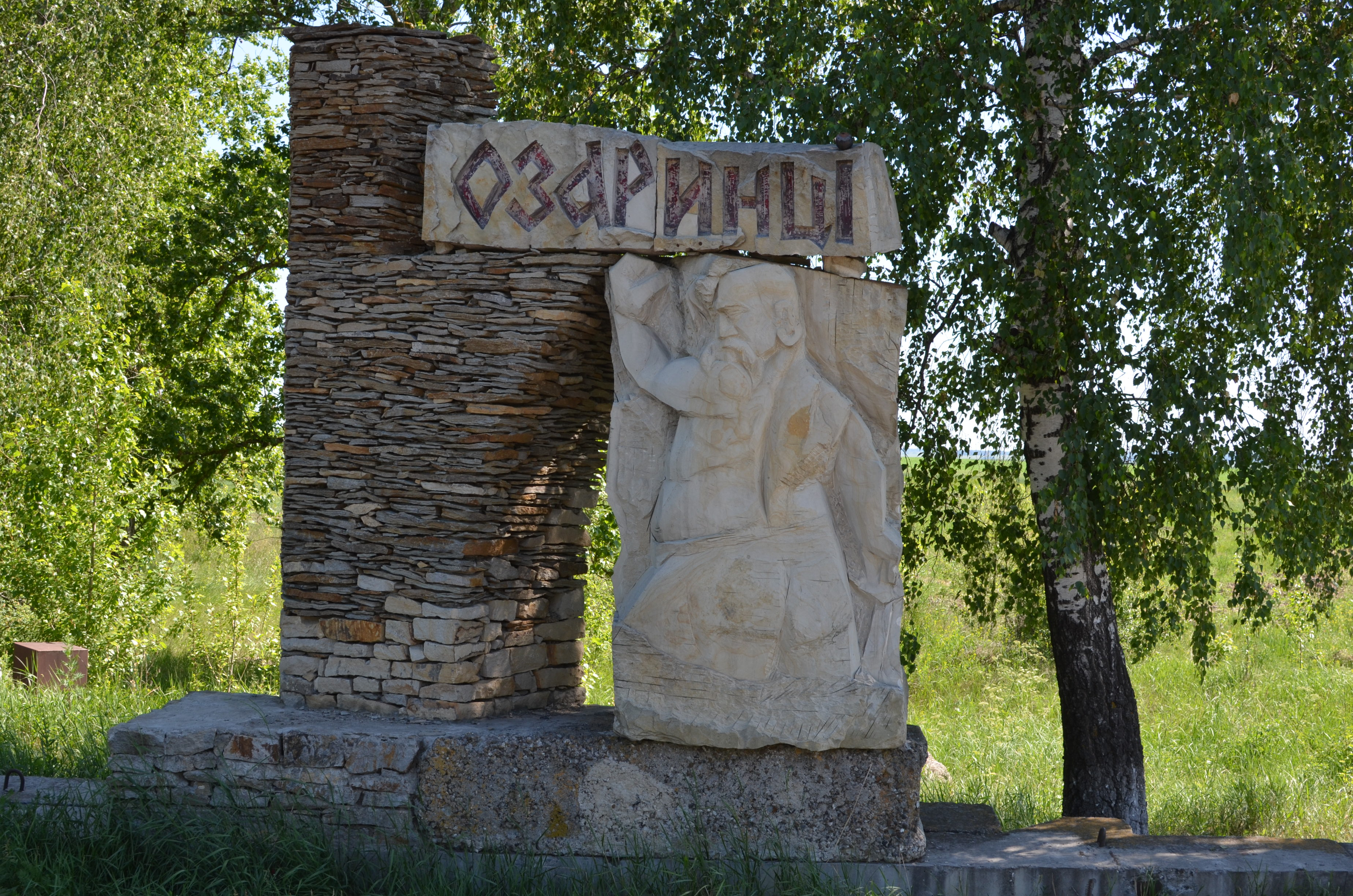
При в'їзді до села
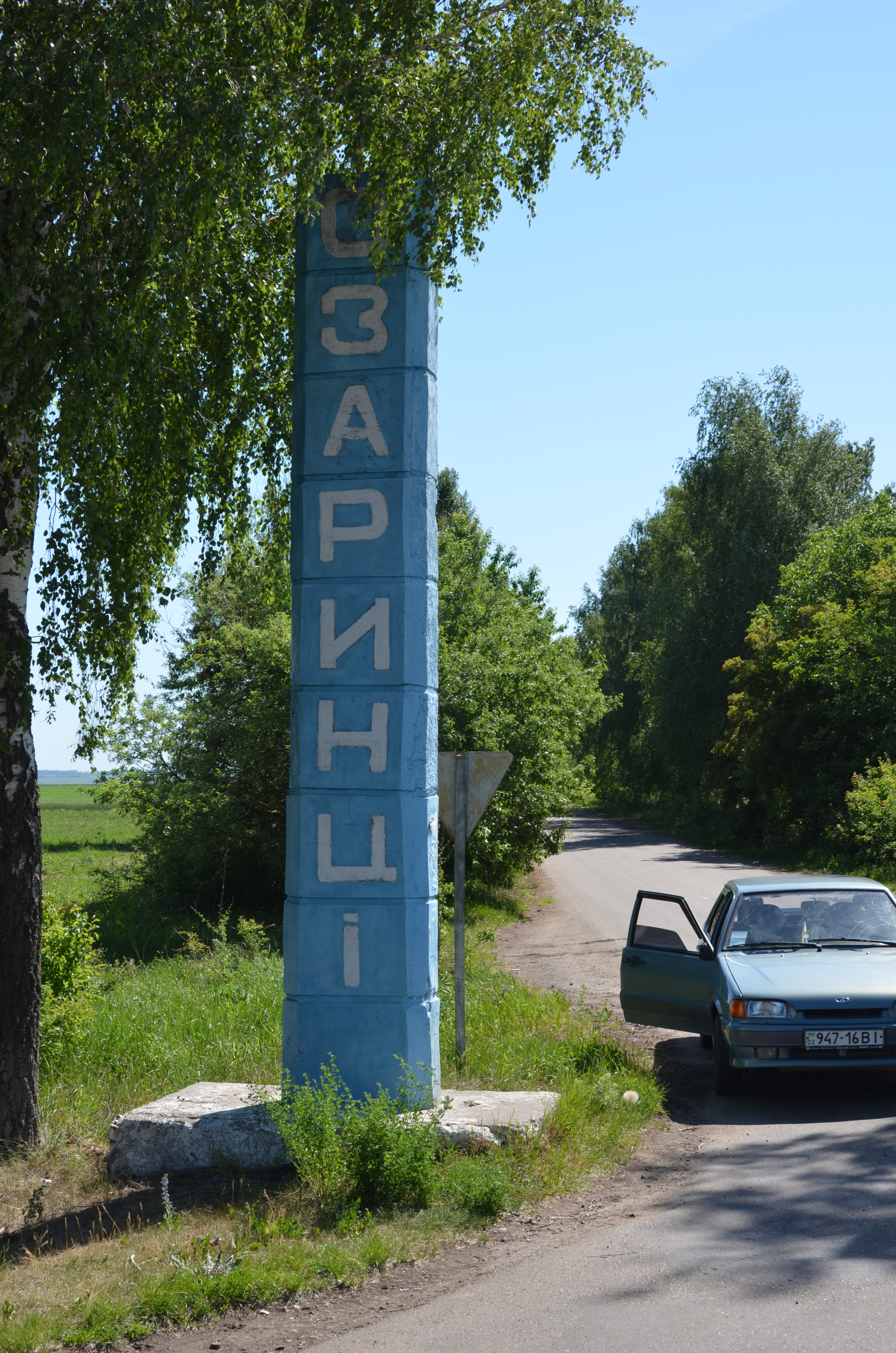
При в'їзді до села
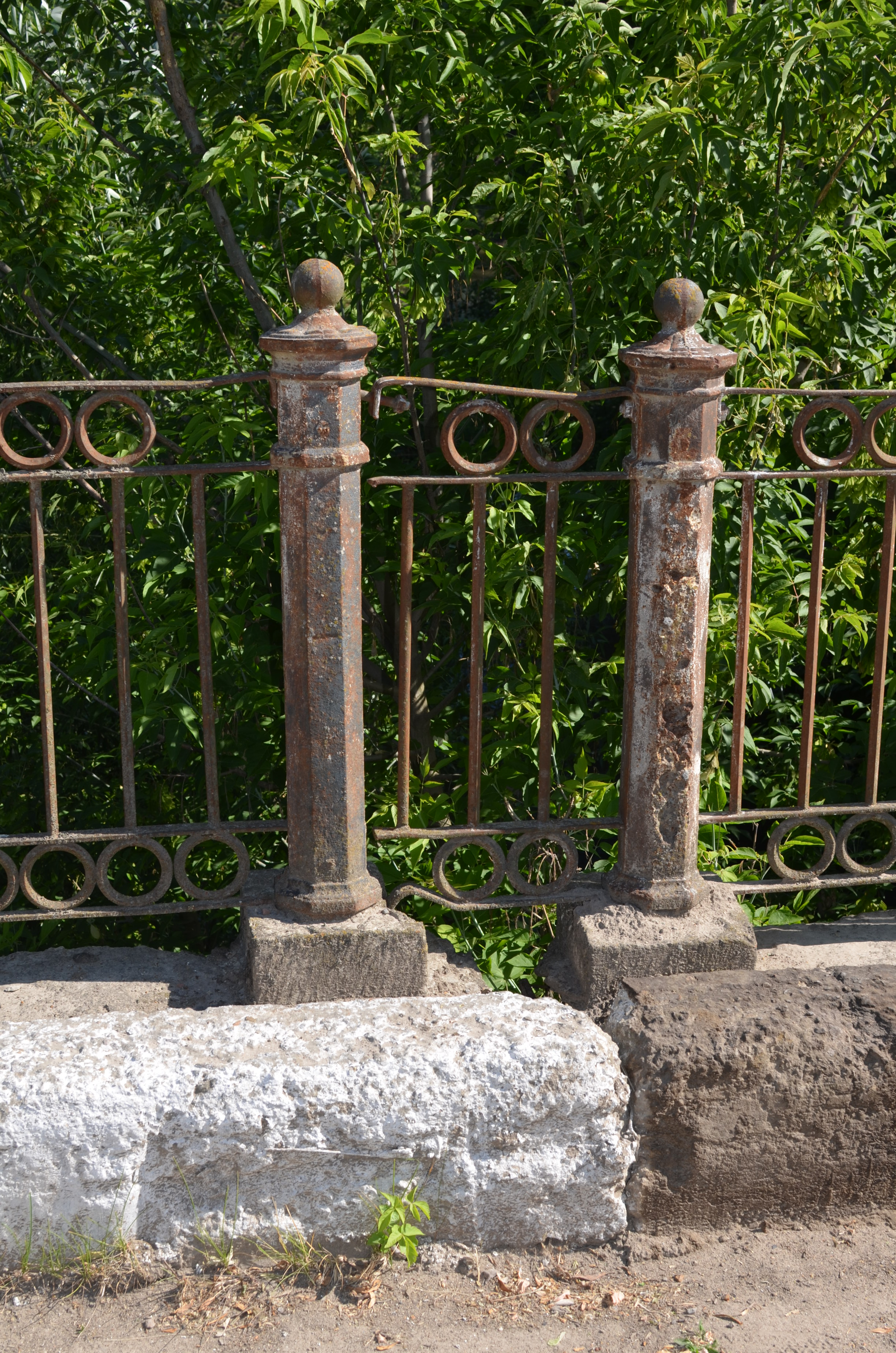
Елементи моста
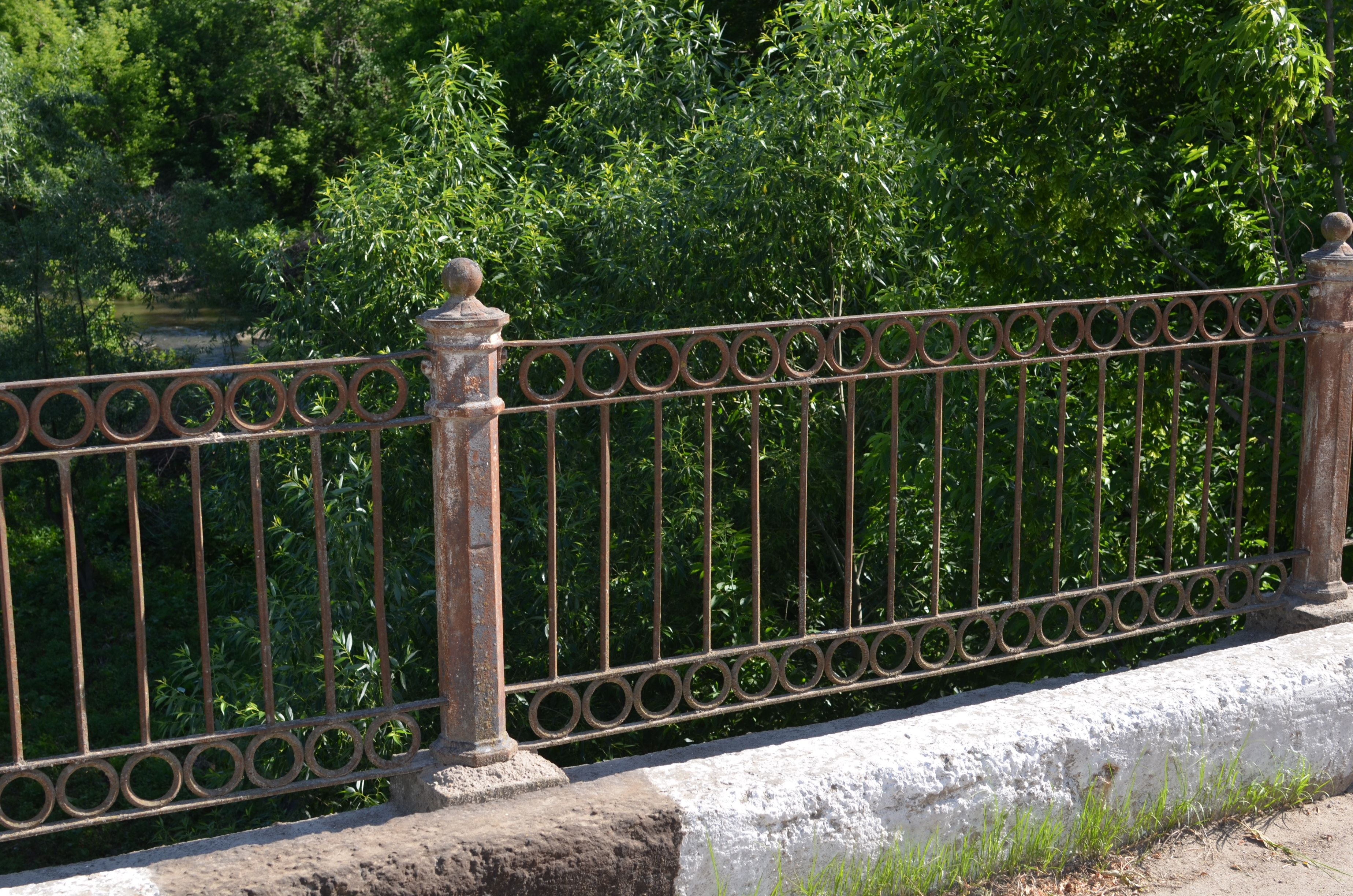
Міст через річку Немія
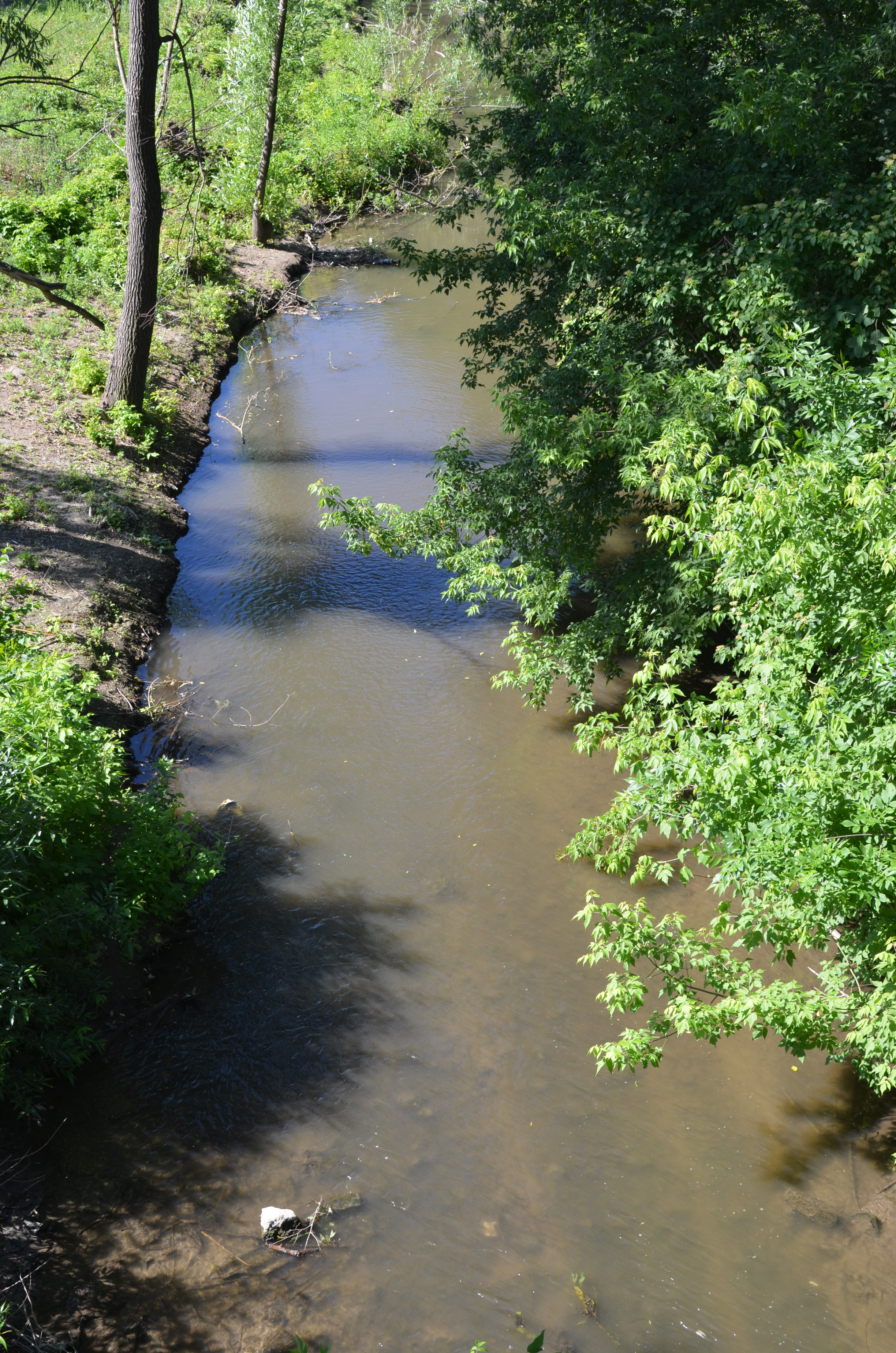
Річка Немія
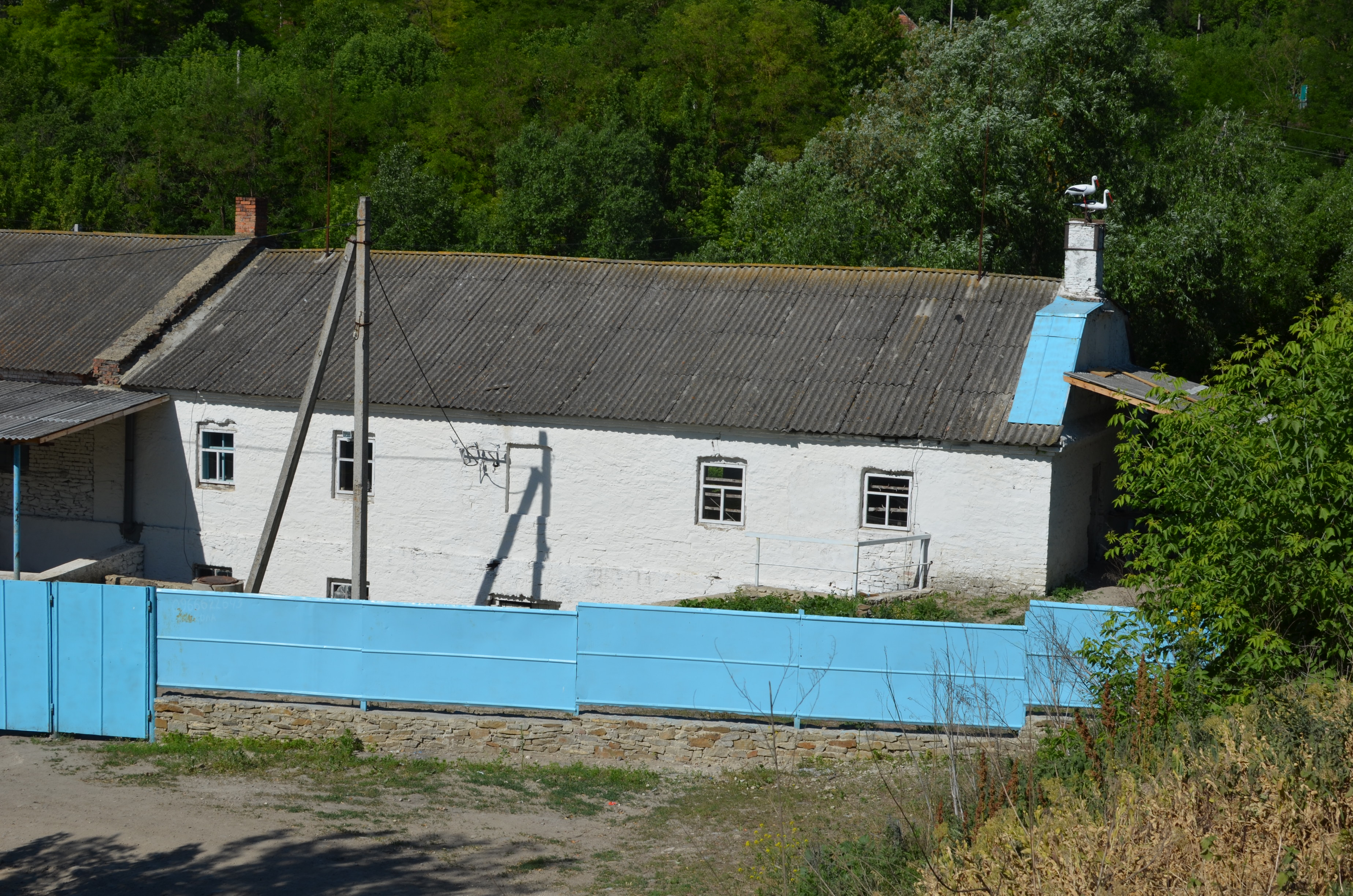
Водяний млин
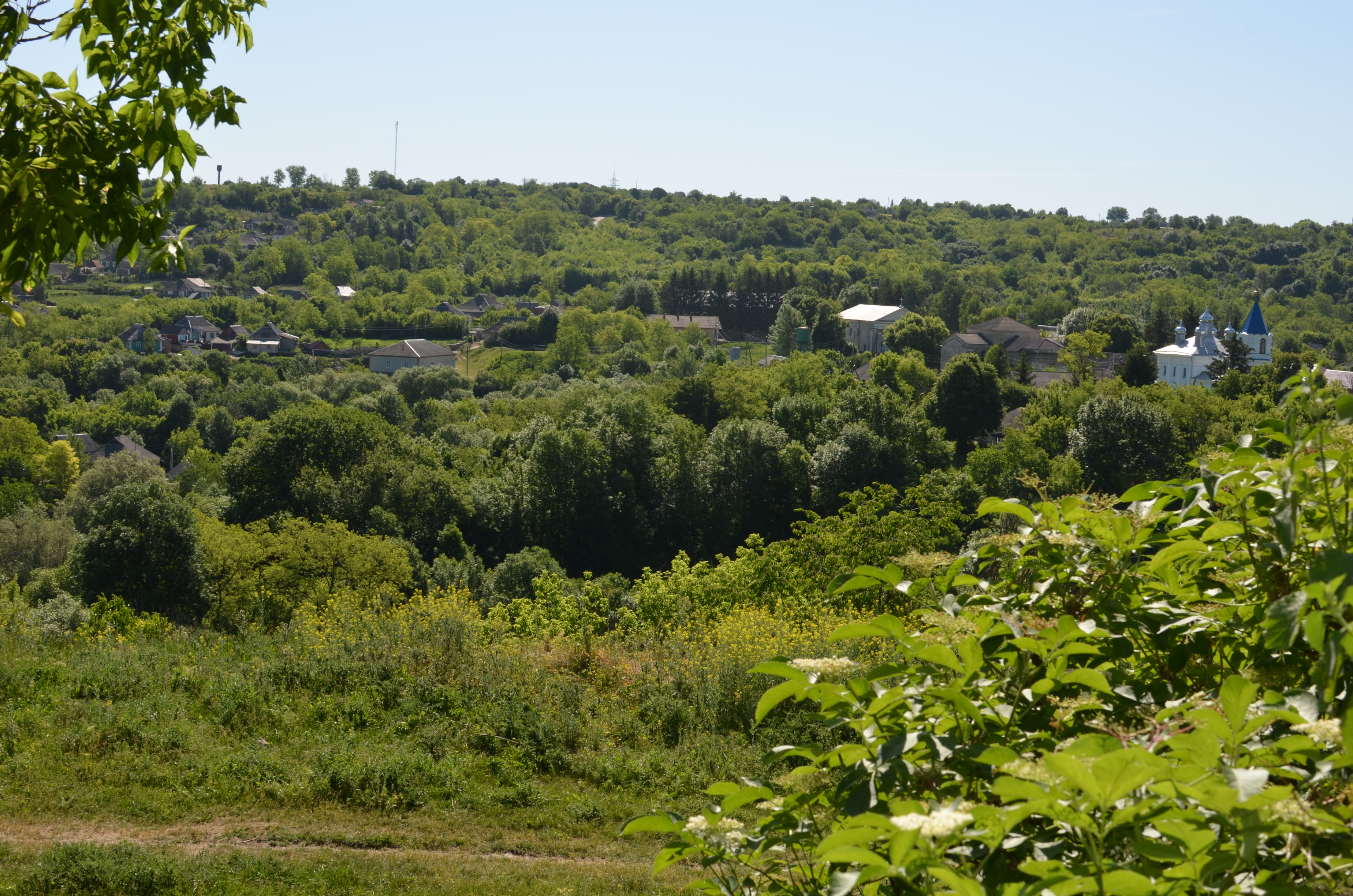
Панорама села
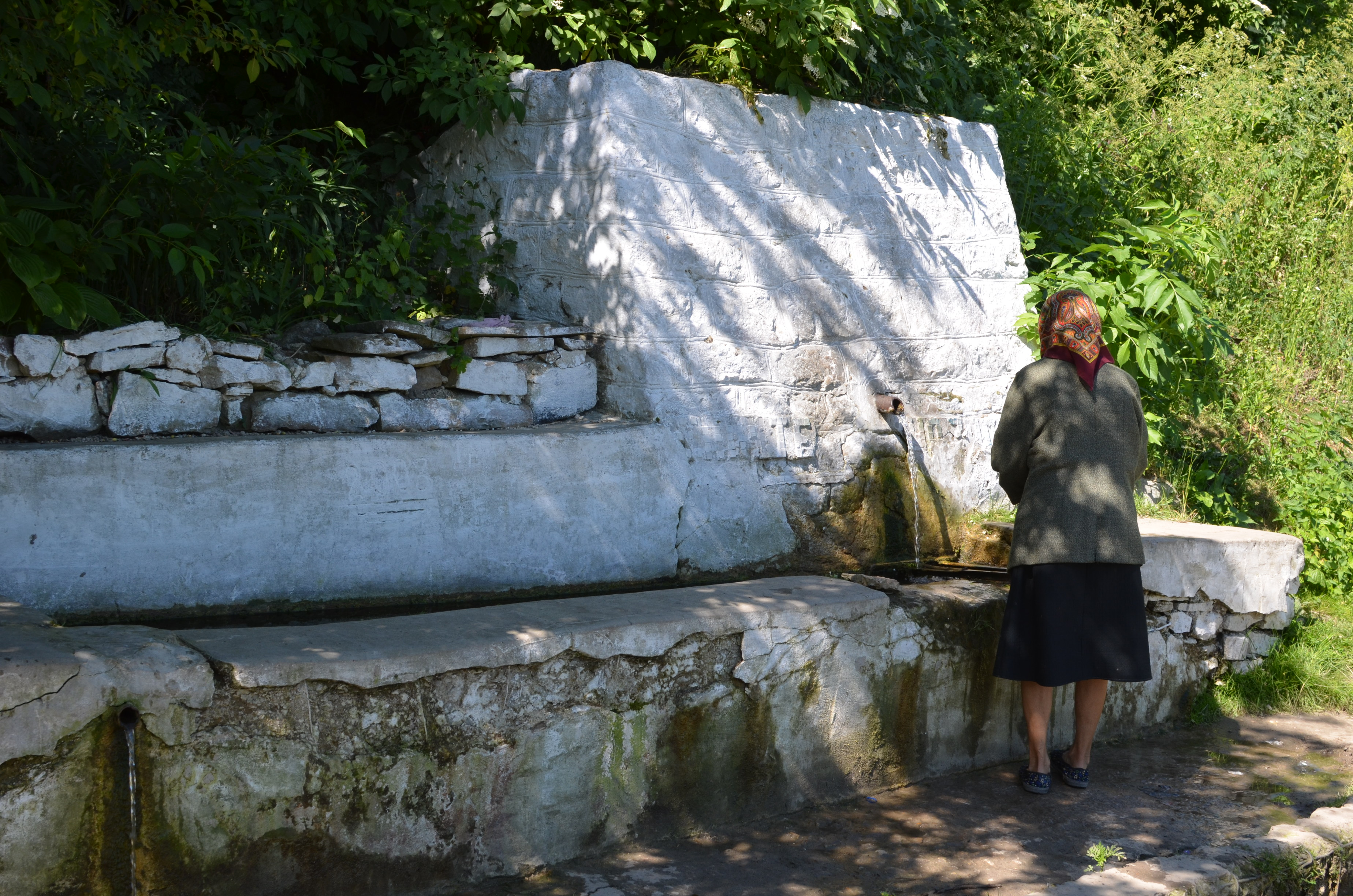
Джерело
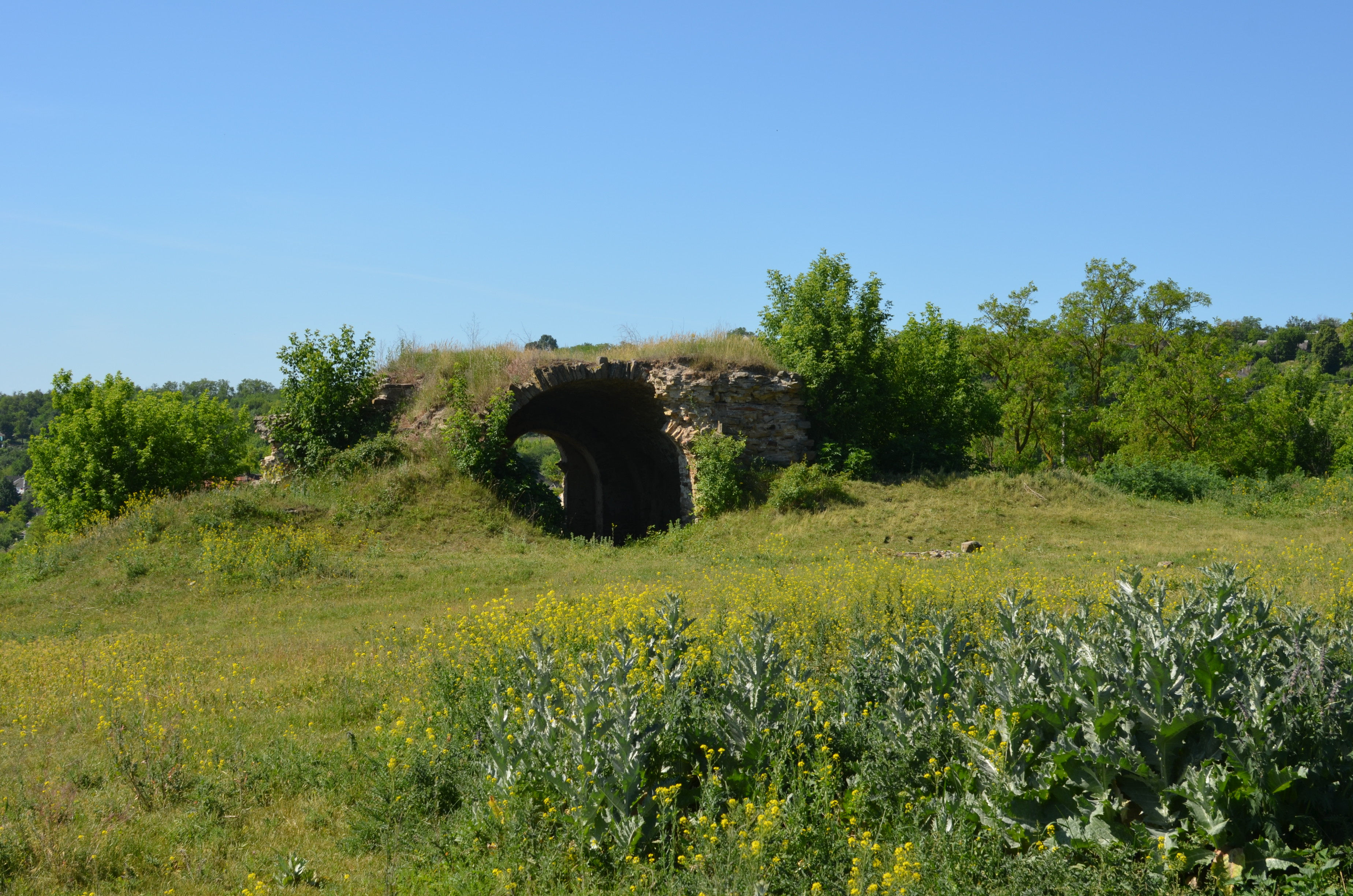
Озаринецький замок
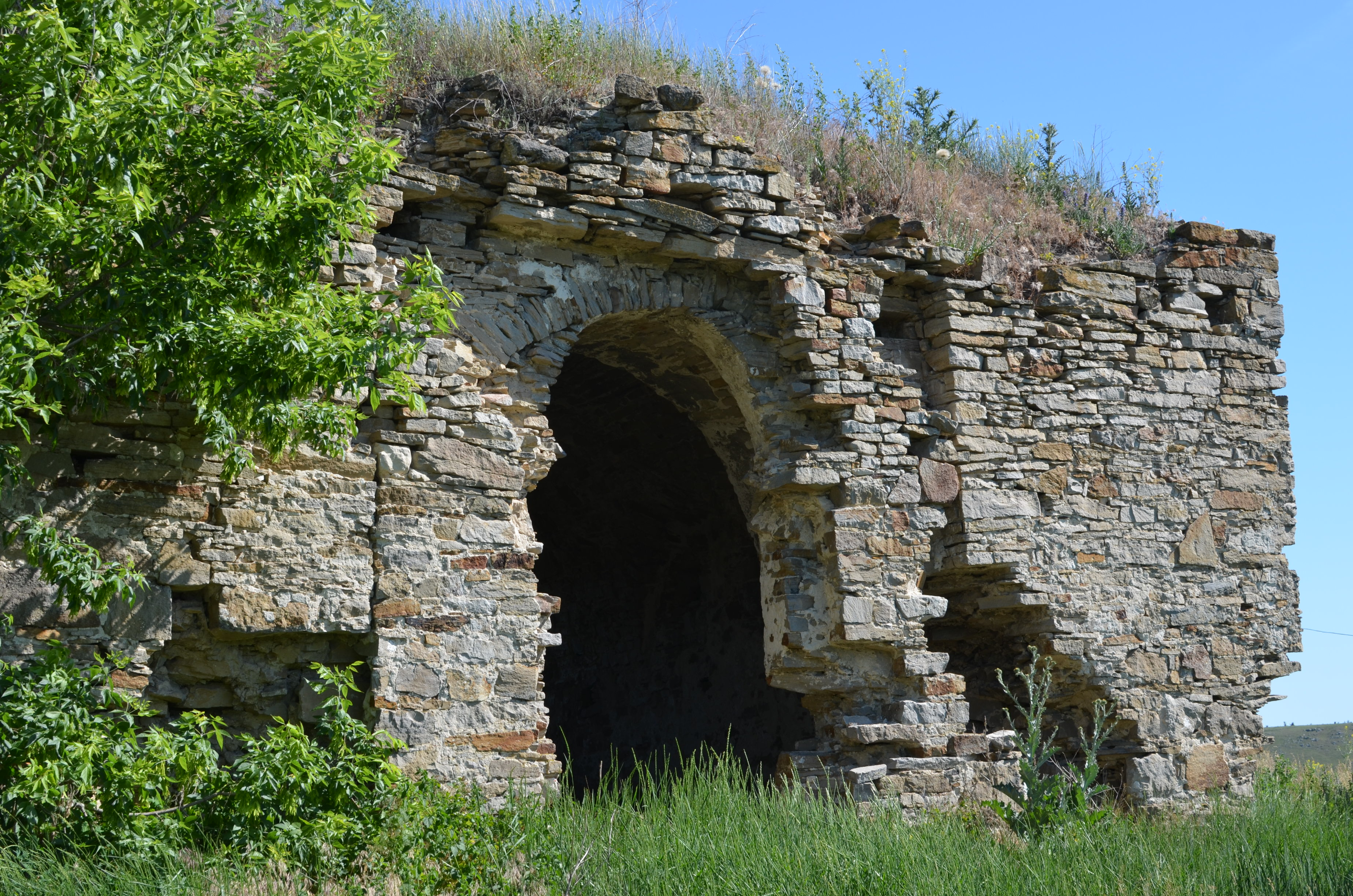
Озаринецький замок